# Specie di Pholcidae
Di seguito vengono descritte tutte le 1340 specie della famiglia di ragni Pholcidae note a giugno 2013.

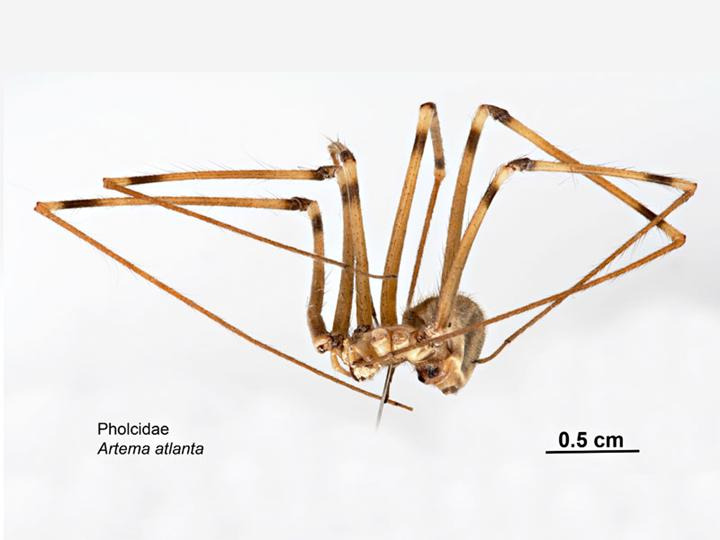
Artema atlanta

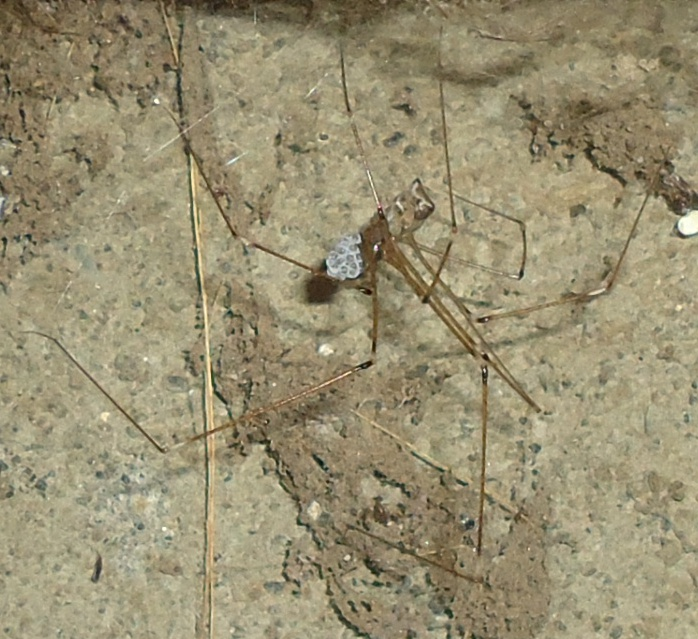
Crossopriza lyoni, con il sacco ovigero

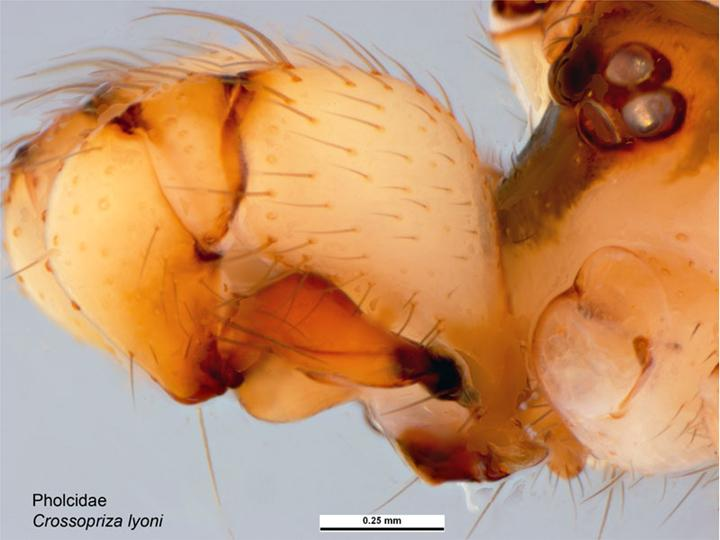
Crossopriza lyoni, particolare del pedipalpo maschile

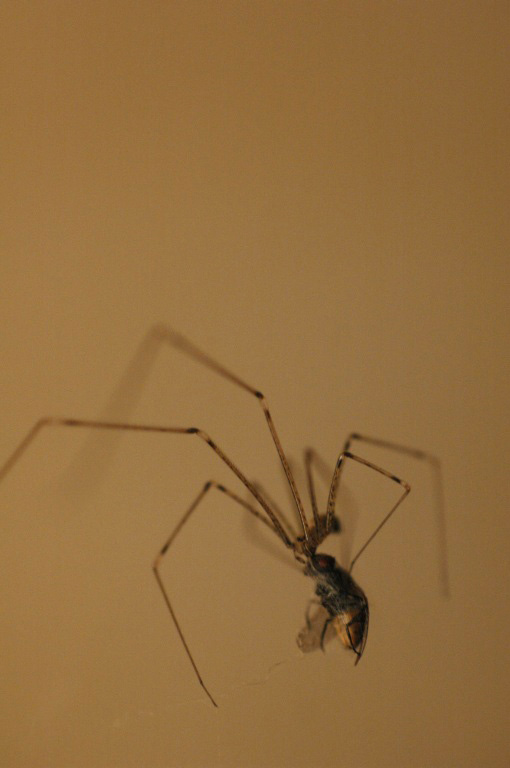
Holocnemus pluchei, ha appena predato una mosca

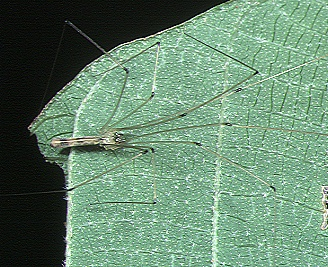
Leptopholcus tanikawai, maschio

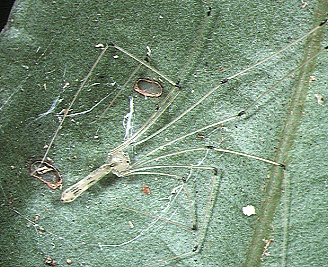
Leptopholcus tanikawai, femmina

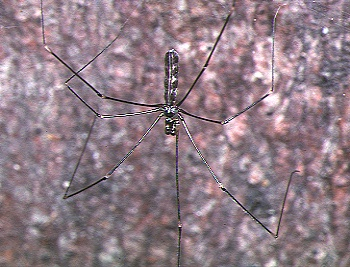
Pholcus nagasakiensis, maschio

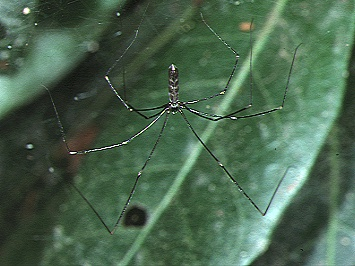
Pholcus nagasakiensis, femmina

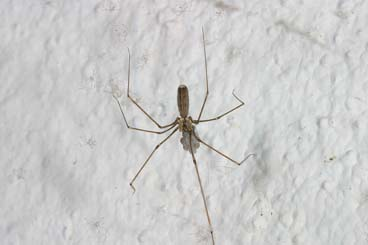
Pholcus okinawaensis, femmina

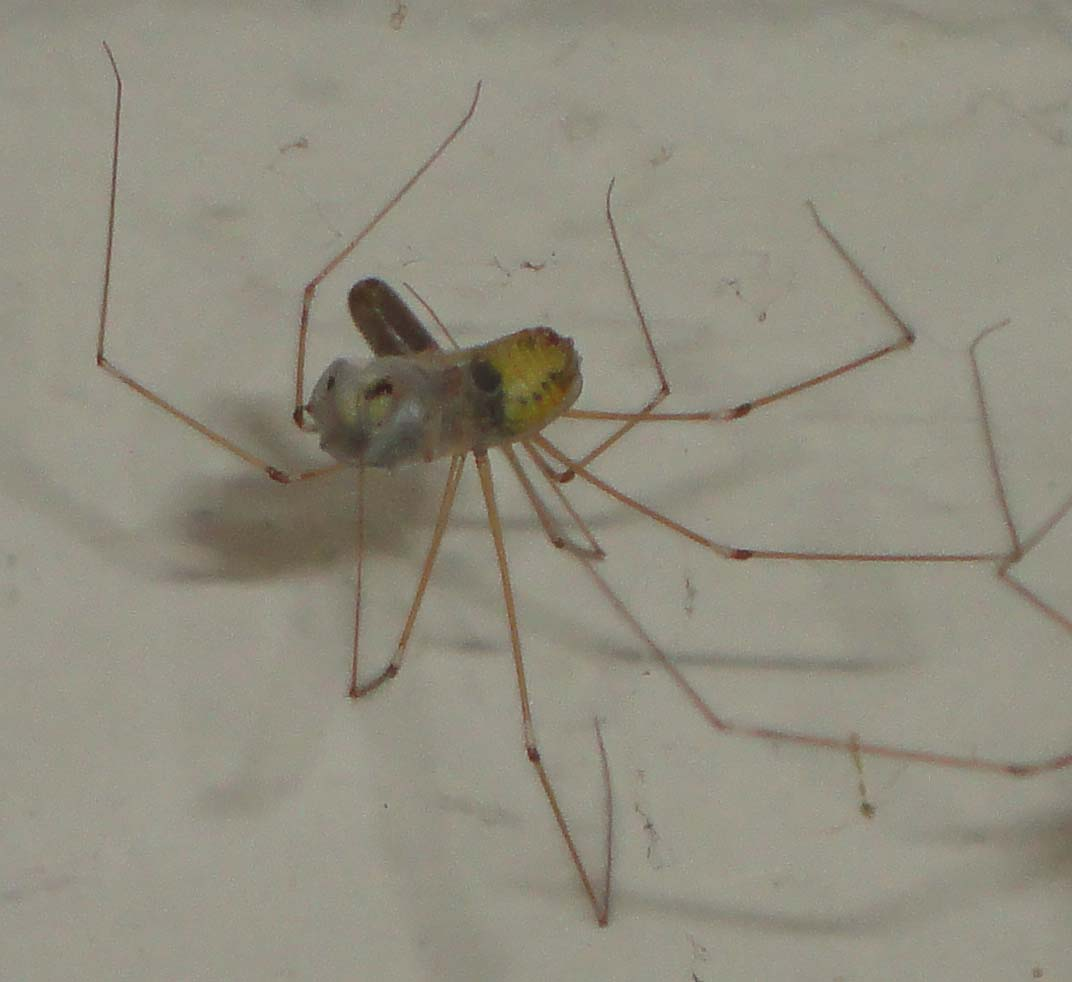
Pholcus phalangioides, mangia una vespa

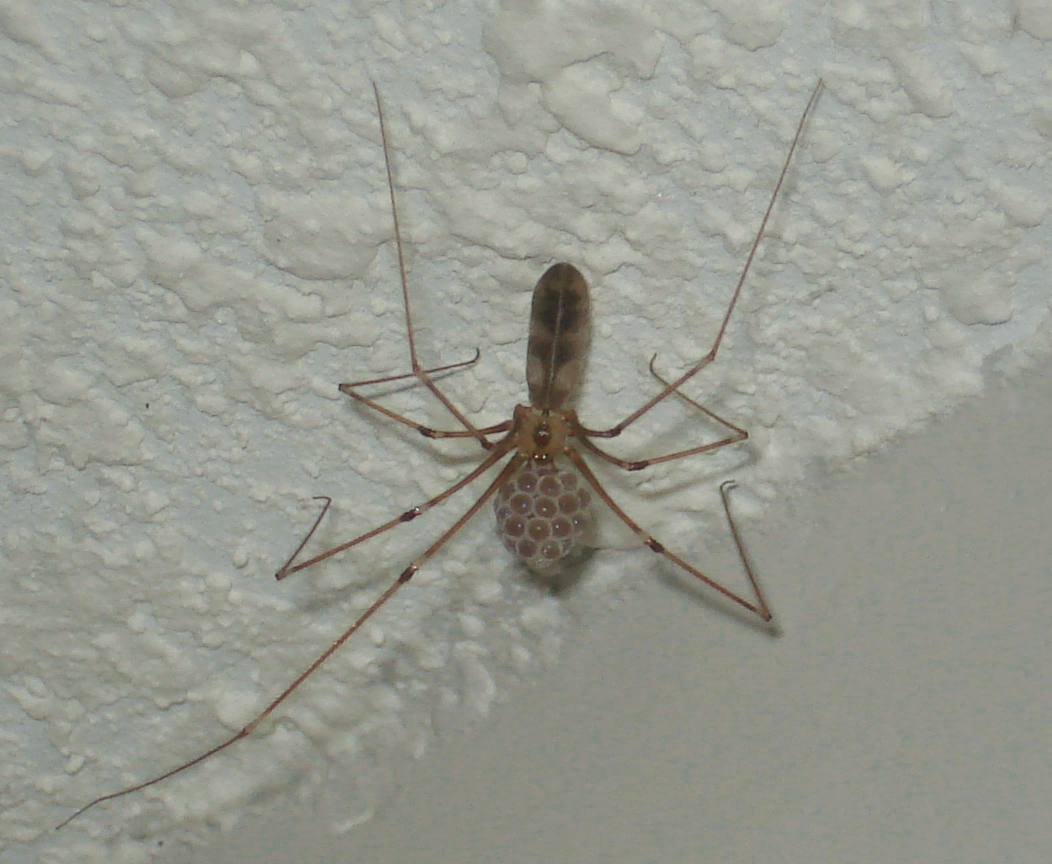
Pholcus phalangioides con sacco ovigero

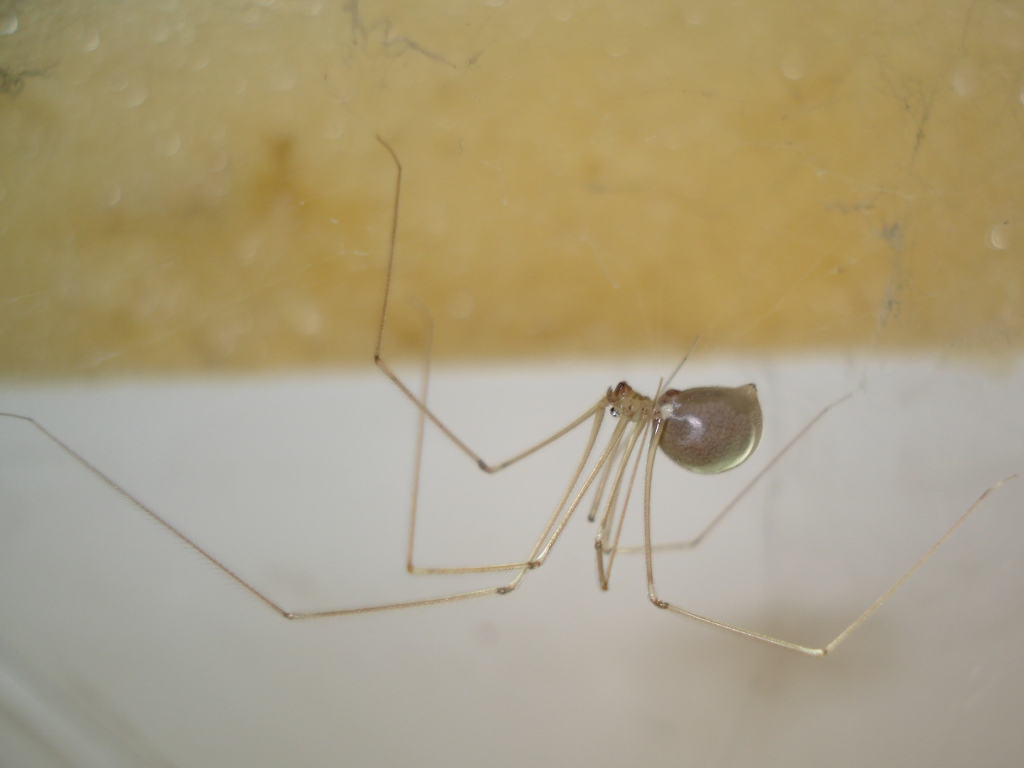
Pholcus phalangioides a testa in giù

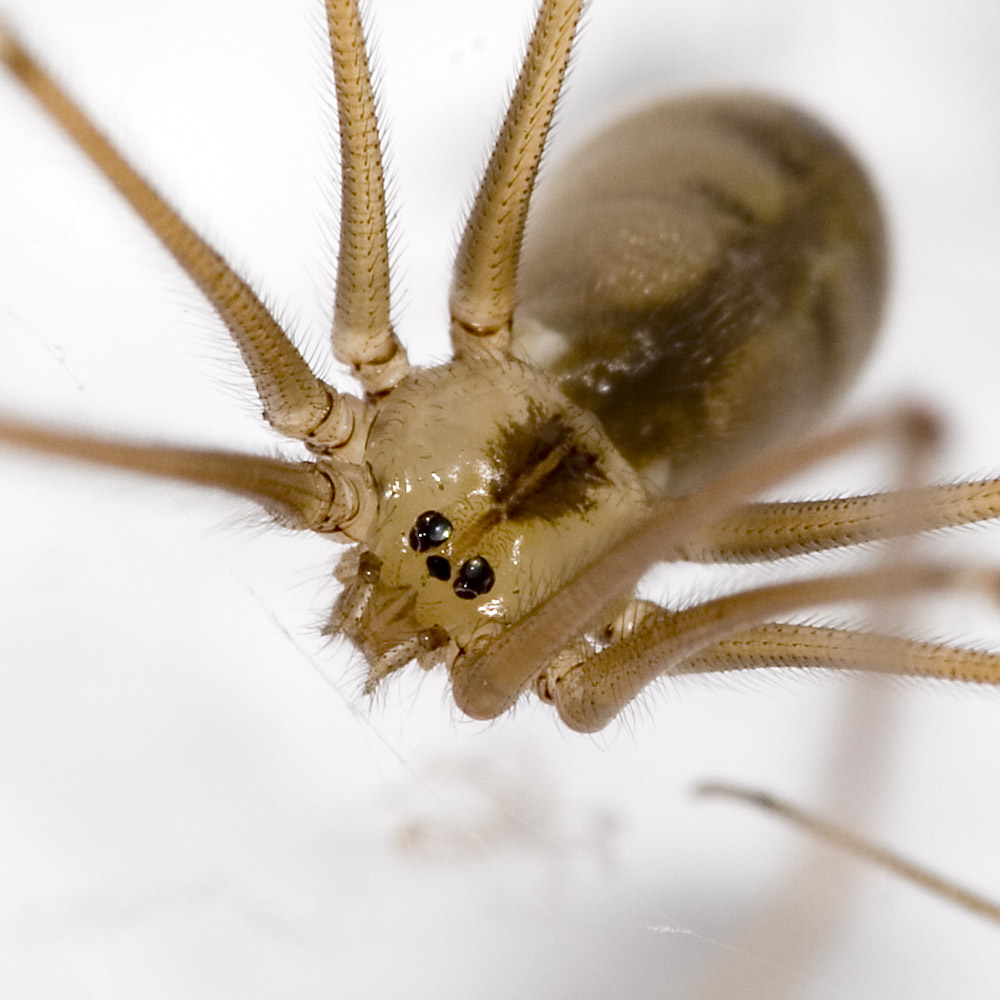
Pholcus phalangioides, cefalotorace in dettaglio

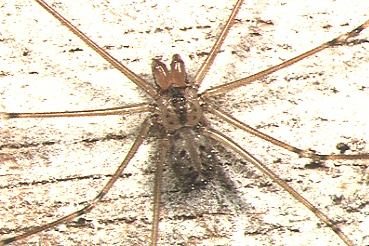
Physocyclus globosus, maschio

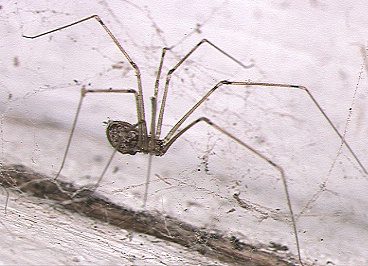
Physocyclus globosus, femmina

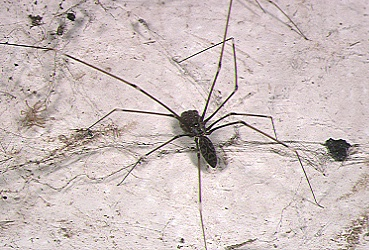
Smeringopus pallidus, femmina con sacco ovigero

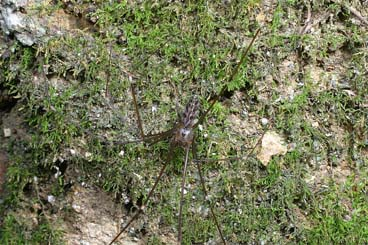
Smeringopus pallidus, femmina con sacco ovigero

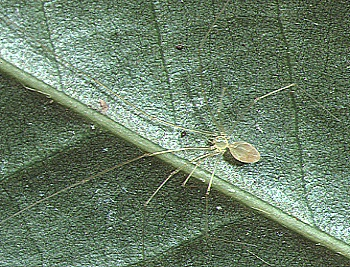
Spermophora junkoae, femmina

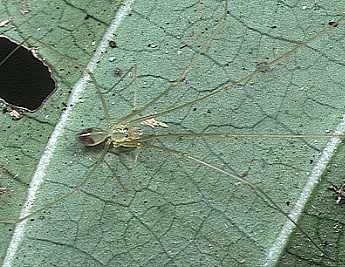
Spermophora junkoae, maschio

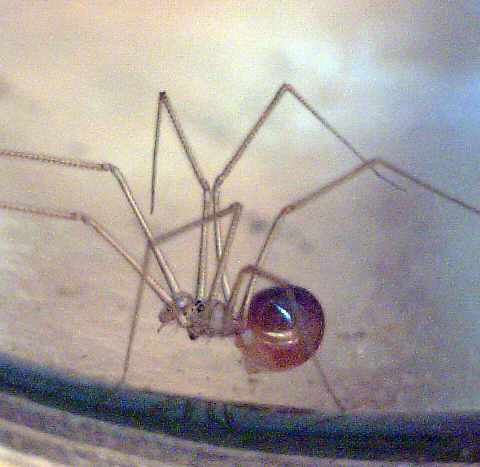
Spermophora senoculata

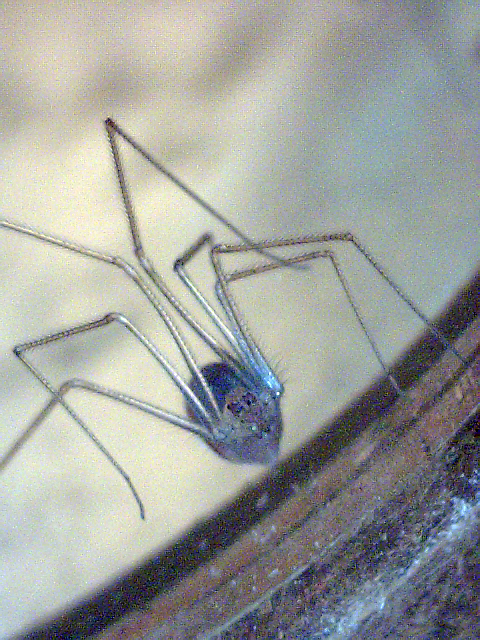
Spermophora senoculata, vista frontale

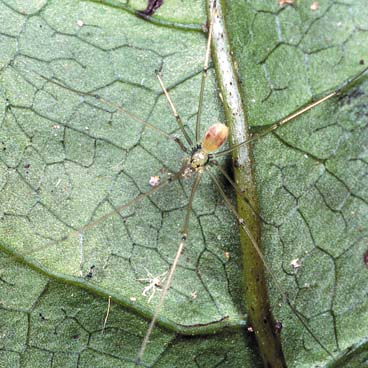
Spermophora yanbauensis, maschio

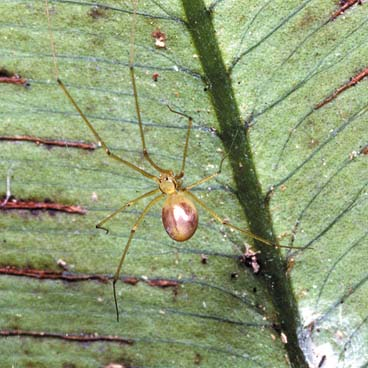
Spermophora yanbauensis, femmina

## Aetana
Aetana Huber, 2005
- Aetana fiji Huber, 2005 — Isole Figi
- Aetana kinabalu Huber, 2005 — Borneo
- Aetana omayan Huber, 2005 — Filippine

## Anansus
Anansus Huber, 2007
- Anansus aowin Huber, 2007 — Costa d'Avorio
- Anansus debakkeri Huber, 2007 — Congo
- Anansus ewe Huber, 2007 — Ghana

## Anopsicus
Anopsicus Chamberlin & Ivie, 1938
- Anopsicus alteriae Gertsch, 1982 — Messico
- Anopsicus banksi (Gertsch, 1939) — Isole Galápagos
- Anopsicus beatus Gertsch, 1982 — Messico
- Anopsicus bispinosus (Gertsch, 1971) — Messico
- Anopsicus bolivari (Gertsch, 1971) — Messico
- Anopsicus boneti Gertsch, 1982 — Messico
- Anopsicus bryantae Gertsch, 1982 — Giamaica
- Anopsicus ceiba Gertsch, 1982 — Honduras
- Anopsicus chiapa Gertsch, 1982 — Messico
- Anopsicus chickeringi Gertsch, 1982 — Panama
- Anopsicus chiriqui Gertsch, 1982 — Costa Rica, Panama
- Anopsicus clarus Gertsch, 1982 — Giamaica
- Anopsicus concinnus Gertsch, 1982 — Costa Rica
- Anopsicus covadonga Gertsch, 1982 — Messico
- Anopsicus cubanus Gertsch, 1982 — Cuba
- Anopsicus davisi (Gertsch, 1939) — Messico
- Anopsicus debora (Gertsch, 1977) — Messico
- Anopsicus definitus Gertsch, 1982 — Honduras
- Anopsicus elliotti (Gertsch, 1971) — Messico
- Anopsicus evansi (Gertsch, 1971) — Messico
- Anopsicus exiguus (Gertsch, 1971) — Messico
- Anopsicus facetus Gertsch, 1982 — Costa Rica
- Anopsicus grubbsi Gertsch, 1982 — Messico
- Anopsicus gruta (Gertsch, 1971) — Messico
- Anopsicus hanakash (Brignoli, 1974) — Guatemala
- Anopsicus iviei Gertsch, 1982 — Messico
- Anopsicus jarmila Gertsch, 1982 — Giamaica
- Anopsicus jeanae (Gertsch, 1977) — Messico
- Anopsicus joyoa Gertsch, 1982 — Honduras
- Anopsicus lewisi Gertsch, 1982 — Giamaica
- Anopsicus limpidus Gertsch, 1982 — Giamaica
- Anopsicus lucidus Gertsch, 1982 — Messico
- Anopsicus malkini Gertsch, 1982 — Messico
- Anopsicus mckenziei Gertsch, 1982 — Messico
- Anopsicus mirabilis Gertsch, 1982 — Messico
- Anopsicus mitchelli (Gertsch, 1971) — Messico
- Anopsicus modicus Gertsch, 1982 — Messico
- Anopsicus nebulosus Gertsch, 1982 — Giamaica
- Anopsicus niveus Gertsch, 1982 — Messico
- Anopsicus nortoni Gertsch, 1982 — Giamaica
- Anopsicus ocote Gertsch, 1982 — Messico
- Anopsicus palenque (Gertsch, 1977) — Messico
- Anopsicus panama Gertsch, 1982 — Panama
- Anopsicus pearsei Chamberlin & Ivie, 1938 — Messico
- Anopsicus pecki Gertsch, 1982 — Giamaica
- Anopsicus placens (O. P.-Cambridge, 1896) — Messico
- Anopsicus potrero Gertsch, 1982 — Messico
- Anopsicus puebla Gertsch, 1982 — Messico
- Anopsicus pulcher (Bryant, 1940) — Cuba
- Anopsicus quatoculus Gertsch, 1982 — Giamaica
- Anopsicus quietus (Gertsch, 1973) — Guatemala
- Anopsicus reddelli Gertsch, 1982 — Messico
- Anopsicus silvai Gertsch, 1982 — Cuba
- Anopsicus silvanus Gertsch, 1982 — Belize
- Anopsicus soileauae Gertsch, 1982 — Messico
- Anopsicus speophilus (Chamberlin & Ivie, 1938) — Messico, Guatemala
- Anopsicus tehuanus Gertsch, 1982 — Messico
- Anopsicus tico Huber, 1998 — Costa Rica
- Anopsicus troglodyta (Gertsch, 1971) — Messico
- Anopsicus turrialba Gertsch, 1982 — Costa Rica
- Anopsicus vinnulus Gertsch, 1982 — Messico
- Anopsicus wileyae Gertsch, 1982 — Messico
- Anopsicus zeteki (Gertsch, 1939) — Panama
- Anopsicus zimmermani Gertsch, 1982 — Giamaica

## Artema
Artema Walckenaer, 1837
- Artema atlanta Walckenaer, 1837 — Entrambi i tropici, introdotto in Belgio
- Artema doriai (Thorell, 1881) — Iran
- Artema magna Roewer, 1960 — Afghanistan
- Artema transcaspica Spassky, 1934 — Asia centrale
- Artema ziaretana (Roewer, 1960) — Afghanistan

## Aucana
Aucana Huber, 2000
- Aucana kaala Huber, 2000 — Nuova Caledonia
- Aucana paposo Huber, 2000 — Cile
- Aucana petorca Huber, 2000 — Cile
- Aucana platnicki Huber, 2000 — Cile
- Aucana ramirezi Huber, 2000 — Cile

## Autana
Autana González-Sponga, 2011
- Autana autanensis González-Sponga, 2011 — Venezuela

## Aymaria
Aymaria Huber, 2000
- Aymaria calilegua Huber, 2000 — Perù, Bolivia, Argentina
- Aymaria conica (Banks, 1902) — Isole Galápagos
- Aymaria dasyops (Mello-Leitão, 1947) — Bolivia
- Aymaria floreana (Gertsch & Peck, 1992) — Isole Galápagos
- Aymaria insularis (Banks, 1902) — Isole Galápagos
- Aymaria jarmila (Gertsch & Peck, 1992) — Isole Galápagos
- Aymaria pakitza Huber, 2000 — Perù

## Belisana
Belisana Thorell, 1898
- Belisana airai Huber, 2005 — Isole Caroline
- Belisana akebona (Komatsu, 1961) — Giappone
- Belisana aliformis Tong & Li, 2008 — Cina
- Belisana amabilis (Paik, 1978) — Corea
- Belisana ambengan Huber, 2005 — Bali (Indonesia)
- Belisana anhuiensis (Xu & Wang, 1984) — Cina
- Belisana aninaj Huber, 2005 — Thailandia
- Belisana apo Huber, 2005 — Filippine
- Belisana australis Huber, 2001 — Arcipelago delle Molucche, Territorio del Nord (Australia), Queensland
- Belisana banlakwo Huber, 2005 — Thailandia
- Belisana bantham Huber, 2005 — Thailandia
- Belisana bawangensis Zhang & Peng, 2011 — Cina
- Belisana benjamini Huber, 2005 — Sri Lanka
- Belisana bohorok Huber, 2005 — Malaysia, Sumatra, Borneo
- Belisana chaoanensis Zhang & Peng, 2011 — Cina
- Belisana colubrina Zhang & Peng, 2011 — Cina
- Belisana davao Huber, 2005 — Filippine, Borneo
- Belisana desciscens Tong & Li, 2009 — Cina
- Belisana diaoluoensis Zhang & Peng, 2011 — Cina
- Belisana dodabetta Huber, 2005 — India
- Belisana doloduo Huber, 2005 — Celebes
- Belisana douqing Chen, Zhang & Zhu, 2009 — Cina
- Belisana erawan Huber, 2005 — Thailandia
- Belisana erromena Zhang & Peng, 2011 — Cina
- Belisana exian Tong & Li, 2009 — Cina
- Belisana fiji Huber, 2005 — Isole Figi
- Belisana floreni Huber, 2005 — Borneo
- Belisana flores Huber, 2005 — Indonesia
- Belisana forcipata (Tu, 1994) — Cina
- Belisana fraser Huber, 2005 — Malaysia
- Belisana freyae Huber, 2005 — Sumatra
- Belisana galeiformis Zhang & Peng, 2011 — Cina
- Belisana gedeh Huber, 2005 — Giava
- Belisana gyirong Zhang, Zhu & Song, 2006 — Cina
- Belisana hormigai Huber, 2005 — Thailandia
- Belisana huberi Tong & Li, 2008 — Cina
- Belisana inthanon Huber, 2005 — Thailandia
- Belisana jimi Huber, 2005 — Nuova Guinea
- Belisana junkoae (Irie, 1997) — Taiwan, Giappone
- Belisana kaharian Huber, 2005 — Borneo
- Belisana kendari Huber, 2005 — Celebes
- Belisana ketambe Huber, 2005 — Thailandia, Sumatra
- Belisana keyti Huber, 2005 — Sri Lanka
- Belisana khaosok Huber, 2005 — Thailandia
- Belisana khaoyai Huber, 2005 — Thailandia
- Belisana khieo Huber, 2005 — Thailandia
- Belisana kinabalu Huber, 2005 — Borneo
- Belisana lamellaris Tong & Li, 2008 — Cina
- Belisana lata Zhang & Peng, 2011 — Cina
- Belisana leclerci Huber, 2005 — Thailandia
- Belisana leumas Huber, 2005 — Thailandia
- Belisana leuser Huber, 2005 — Thailandia, Malaysia, Sumatra, Borneo
- Belisana limpida (Simon, 1909) — Vietnam
- Belisana longinqua Zhang & Peng, 2011 — Cina
- Belisana mainling Zhang, Zhu & Song, 2006 — Cina
- Belisana maogan Tong & Li, 2009 — Cina
- Belisana marena Huber, 2005 — Celebes
- Belisana marusiki Huber, 2005 — India
- Belisana nahtanoj Huber, 2005 — Celebes
- Belisana nomis Huber, 2005 — Malaysia, Singapore
- Belisana nujiang Huber, 2005 — Cina
- Belisana parallelica Zhang & Peng, 2011 — Cina
- Belisana phurua Huber, 2005 — Thailandia
- Belisana pianma Huber, 2005 — Cina
- Belisana pranburi Huber, 2005 — Thailandia
- Belisana ranong Huber, 2005 — Thailandia
- Belisana ratnapura Huber, 2005 — Sri Lanka
- Belisana rollofoliolata (Wang, 1983) — Cina
- Belisana sabah Huber, 2005 — Borneo
- Belisana sandakan Huber, 2005 — Malaysia, Sumatra, Borneo
- Belisana sarika Huber, 2005 — Thailandia
- Belisana scharffi Huber, 2005 — Thailandia
- Belisana schwendingeri Huber, 2005 — Thailandia
- Belisana sepaku Huber, 2005 — Borneo
- Belisana strinatii Huber, 2005 — Malaysia
- Belisana sumba Huber, 2005 — Indonesia
- Belisana tambligan Huber, 2005 — Giava, Bali (Indonesia)
- Belisana tauricornis Thorell, 1898 — Myanmar
- Belisana tianlinensis Zhang & Peng, 2011 — Cina
- Belisana tongle Zhang, Chen & Zhu, 2008 — Cina
- Belisana wau Huber, 2005 — Nuova Guinea
- Belisana xishui Chen, Zhang & Zhu, 2009 — Cina
- Belisana yadongensis (Hu, 1985) — Cina
- Belisana yanbaruensis (Irie, 2002) — Giappone
- Belisana yangi Zhang & Peng, 2011 — Cina
- Belisana yanhe Chen, Zhang & Zhu, 2009 — Cina
- Belisana yap Huber, 2005 — Isole Caroline
- Belisana zhangi Tong & Li, 2007 — Cina

## Blancoa
Blancoa Huber, 2000
- Blancoa guacharo Huber, 2000 — Venezuela
- Blancoa piacoa Huber, 2000 — Venezuela

## Buitinga
Buitinga Huber, 2003
- Buitinga amani Huber, 2003 — Tanzania
- Buitinga asax Huber, 2003 — Tanzania
- Buitinga batwa Huber & Warui, 2012 — Uganda
- Buitinga buhoma Huber, 2003 — Uganda
- Buitinga ensifera (Tullgren, 1910) — Tanzania
- Buitinga globosa (Tullgren, 1910) — Tanzania
- Buitinga griswoldi Huber, 2003 — Uganda
- Buitinga kadogo Huber, 2003 — Tanzania
- Buitinga kanzuiri Huber, 2003 — Congo
- Buitinga kihanga Huber, 2003 — Tanzania
- Buitinga kikura Huber, 2003 — Congo
- Buitinga lakilingo Huber, 2003 — Tanzania
- Buitinga mazumbai Huber, 2003 — Tanzania
- Buitinga mbomole Huber, 2003 — Kenya, Tanzania
- Buitinga mulanje Huber, 2003 — Malawi
- Buitinga nigrescens (Berland, 1920) — Kenya, Tanzania
- Buitinga ruhiza Huber, 2003 — Uganda
- Buitinga ruwenzori Huber, 2003 — Congo, Uganda
- Buitinga safura Huber, 2003 — Tanzania
- Buitinga tingatingai Huber, 2003 — Tanzania
- Buitinga uzungwa Huber, 2003 — Tanzania
- Buitinga wataita Huber & Warui, 2012 — Kenya

## Calapnita
Calapnita Simon, 1892
- Calapnita deelemanae Huber, 2011 — Borneo
- Calapnita phasmoides Deeleman-Reinhold, 1986 — Borneo
- Calapnita phyllicola Deeleman-Reinhold, 1986 — Malaysia, Borneo, Sumatra
- Calapnita saluang Huber, 2011 — dalla Thailandia all'isola di gaiava
- Calapnita semengoh Huber, 2011 — Borneo
- Calapnita subphyllicola Deeleman-Reinhold, 1986 — Filippine
- Calapnita vermiformis Simon, 1892 — dalla Malaysia a Celebes

## Canaima
Canaima Huber, 2000
- Canaima arima (Gertsch, 1982) — Trinidad
- Canaima merida Huber, 2000 — Venezuela

## Carapoia
Carapoia González-Sponga, 1998
- Carapoia brescoviti Huber, 2005 — Brasile
- Carapoia crasto Huber, 2005 — Brasile
- Carapoia fowleri Huber, 2000 — Guyana, Brasile
- Carapoia genitalis (Moenkhaus, 1898) — Brasile
- Carapoia ocaina Huber, 2000 — Perù, Brasile
- Carapoia paraguaensis González-Sponga, 1998 — Venezuela, Guyana, Brasile
- Carapoia rheimsae Huber, 2005 — Brasile
- Carapoia ubatuba Huber, 2005 — Brasile
- Carapoia una Huber, 2005 — Brasile

## Carbonaria
Carbonaria González-Sponga, 2009
- Carbonaria cordiformis González-Sponga, 2009 — Venezuela

## Caruaya
Caruaya González-Sponga, 2011
- Caruaya anseriformis González-Sponga, 2011 — Venezuela

## Cenemus
Cenemus Saaristo, 2001
- Cenemus culiculus (Simon, 1898) — Isole Seychelles
- Cenemus mikehilli Saaristo, 2002 — Isole Seychelles
- Cenemus silhouette Saaristo, 2001 — Isole Seychelles

## Ceratopholcus
Ceratopholcus Spassky, 1934
- Ceratopholcus maculipes Spassky, 1934 — Asia centrale

## Chibchea
Chibchea Huber, 2000
- Chibchea aberrans (Chamberlin, 1916) — Perù
- Chibchea abiseo Huber, 2000 — Perù
- Chibchea araona Huber, 2000 — Bolivia, Cile
- Chibchea elqui Huber, 2000 — Cile
- Chibchea ika Huber, 2000 — Colombia
- Chibchea malkini Huber, 2000 — Bolivia
- Chibchea mapuche Huber, 2000 — Cile, Isole Juan Fernandez
- Chibchea mateo Huber, 2000 — Perù
- Chibchea mayna Huber, 2000 — Ecuador, Perù
- Chibchea merida Huber, 2000 — Venezuela
- Chibchea picunche Huber, 2000 — Cile
- Chibchea salta Huber, 2000 — Argentina
- Chibchea silvae Huber, 2000 — Perù
- Chibchea tunebo Huber, 2000 — Venezuela
- Chibchea uru Huber, 2000 — Perù
- Chibchea valle Huber, 2000 — Colombia

## Chichiriviche
Chichiriviche González-Sponga, 2011
- Chichiriviche costanero González-Sponga, 2011 — Venezuela

## Chisosa
Chisosa Huber, 2000
- Chisosa baja (Gertsch, 1982) — Messico
- Chisosa diluta (Gertsch & Mulaik, 1940) — USA

## Ciboneya
Ciboneya Pérez, 2001
- Ciboneya antraia Huber & Pérez, 2001 — Cuba
- Ciboneya nuriae Huber & Pérez, 2001 — Cuba
- Ciboneya odilere Huber & Pérez, 2001 — Cuba
- Ciboneya parva Huber & Pérez, 2001 — Cuba

## Coryssocnemis
Coryssocnemis Simon, 1893
- Coryssocnemis aripo Huber, 2000 — Trinidad
- Coryssocnemis callaica Simon, 1893 — Venezuela
- Coryssocnemis clara Gertsch, 1971 — Messico
- Coryssocnemis discolor Mello-Leitão, 1918 — Brasile
- Coryssocnemis faceta Gertsch, 1971 — Messico
- Coryssocnemis guatopo Huber, 2000 — Venezuela
- Coryssocnemis iviei Gertsch, 1971 — Messico
- Coryssocnemis lepidoptera Mello-Leitão, 1918 — Brasile
- Coryssocnemis monagas Huber, 2000 — Venezuela
- Coryssocnemis occulta Mello-Leitão, 1918 — Brasile
- Coryssocnemis simla Huber, 2000 — Trinidad
- Coryssocnemis tarsocurvipes  (González-Sponga, 2003) — Venezuela
- Coryssocnemis tigra Huber, 1998 — Honduras
- Coryssocnemis viridescens Kraus, 1955 — da El Salvador alla Costa Rica

## Crossopriza
Crossopriza Simon, 1893
- Crossopriza johncloudsleyi Deeleman-Reinhold & van Harten, 2001 — Yemen
- Crossopriza lyoni (Blackwall, 1867) — cosmopolita
- Crossopriza nigrescens Millot, 1946 — Madagascar
- Crossopriza pristina (Simon, 1890) — Yemen
- Crossopriza semicaudata (O. P.-Cambridge, 1876) — Egitto
- Crossopriza soudanensis Millot, 1941 — Mali, Burkina Faso

## Enetea
Enetea Huber, 2000
- Enetea apatellata Huber, 2000 — Bolivia

## Galapa
Galapa Huber, 2000
- Galapa baerti (Gertsch & Peck, 1992) — Isole Galápagos
- Galapa bella (Gertsch & Peck, 1992) — Isole Galápagos

## Gertschiola
Gertschiola Brignoli, 1981
- Gertschiola macrostyla (Mello-Leitão, 1941) — Argentina
- Gertschiola neuquena Huber, 2000 — Argentina

## Guaranita
Guaranita Huber, 2000
- Guaranita goloboffi Huber, 2000 — Argentina
- Guaranita munda (Gertsch, 1982) — Brasile, Argentina
- Guaranita yaculica Huber, 2000 — Argentina

## Holocneminus
Holocneminus Berland, 1942
- Holocneminus huangdi Tong & Li, 2009 — Cina
- Holocneminus multiguttatus (Simon, 1905) — dallo Sri Lanka alla Malaysia, Celebes
- Holocneminus piritarsis Berland, 1942 — Samoa, Isola Australe, Isola Henderson, Isole Marshall

## Holocnemus
Holocnemus Simon, 1873
- Holocnemus caudatus (Dufour, 1820) — Spagna, Sicilia
- Holocnemus hispanicus Wiehle, 1933 — Spagna
- Holocnemus pluchei (Scopoli, 1763) — Mediterraneo, introdotto in Europa centrale

## Hoplopholcus
Hoplopholcus Kulczynski, 1908
- Hoplopholcus asiaeminoris Brignoli, 1978 — Turchia
- Hoplopholcus cecconii Kulczynski, 1908 — Turchia, Israele, Libano
- Hoplopholcus figulus Brignoli, 1971 — Grecia
- Hoplopholcus forskali (Thorell, 1871) — dall'Europa orientale al Turkmenistan
- Hoplopholcus labyrinthi (Kulczynski, 1903) — Creta
- Hoplopholcus longipes (Spassky, 1934) — Turchia, Russia, Georgia
- Hoplopholcus minotaurinus Senglet, 1971 — Creta
- Hoplopholcus minous Senglet, 1971 — Creta
- Hoplopholcus patrizii (Roewer, 1962) — Turchia

## Ibotyporanga
Ibotyporanga Mello-Leitão, 1944
- Ibotyporanga diroa Huber & Brescovit, 2003 — Brasile
- Ibotyporanga emekori Huber & Brescovit, 2003 — Brasile
- Ibotyporanga naideae Mello-Leitão, 1944 — Brasile
- Ibotyporanga ramosae Huber & Brescovit, 2003 — Brasile

## Ixchela
Ixchela Huber, 2000
- Ixchela abernathyi (Gertsch, 1971) — Messico
- Ixchela franckei Valdez-Mondragón, 2013 — Messico
- Ixchela furcula (F. O. P.-Cambridge, 1902) — Guatemala, Honduras, El Salvador
- Ixchela grix Valdez-Mondragón, 2013 — Messico
- Ixchela huasteca Valdez-Mondragón, 2013 — Messico
- Ixchela huberi Valdez-Mondragón, 2013 — Messico
- Ixchela juarezi Valdez-Mondragón, 2013 — Messico
- Ixchela mixe Valdez-Mondragón, 2013 — Messico
- Ixchela pecki (Gertsch, 1971) — Messico
- Ixchela placida (Gertsch, 1971) — Messico
- Ixchela santibanezi Valdez-Mondragón, 2013 — Messico
- Ixchela simoni (O. P.-Cambridge, 1898) — Messico
- Ixchela taxco Valdez-Mondragón, 2013 — Messico
- Ixchela tzotzil Valdez-Mondragón, 2013 — Messico
- Ixchela viquezi Valdez-Mondragón, 2013 — Honduras

## Kambiwa
Kambiwa Huber, 2000
- Kambiwa anomala (Mello-Leitão, 1918) — Brasile
- Kambiwa neotropica (Kraus, 1957) — Brasile

## Khorata
Khorata Huber, 2005
- Khorata bangkok Huber, 2005 — Thailandia, Laos
- Khorata diaoluoshanensis Tong & Li, 2008 — Cina
- Khorata digitata Yao & Li, 2010 — Cina
- Khorata dongkou Yao & Li, 2010 — Cina
- Khorata epunctata Yao & Li, 2010 — Cina
- Khorata flabelliformis Yao & Li, 2010 — Cina
- Khorata fusui Zhang & Zhu, 2009 — Cina
- Khorata guiensis Yao & Li, 2010 — Cina
- Khorata jaegeri Huber, 2005 — Laos
- Khorata khammouan Huber, 2005 — Laos
- Khorata liuzhouensis Yao & Li, 2010 — Cina
- Khorata luojinensis Yao & Li, 2010 — Cina
- Khorata macilenta Yao & Li, 2010 — Cina
- Khorata miaoshanensis Yao & Li, 2010 — Cina
- Khorata nanningensis Yao & Li, 2010 — Cina
- Khorata ningming Zhang & Zhu, 2009 — Cina
- Khorata paquini Yao & Li, 2010 — Cina
- Khorata robertmurphyi Yao & Li, 2010 — Cina
- Khorata rongshuiensis Yao & Li, 2010 — Cina
- Khorata schwendingeri Huber, 2005 — Thailandia, Laos
- Khorata shao Yao & Li, 2010 — Cina
- Khorata triangula Yao & Li, 2010 — Cina
- Khorata wangae Yao & Li, 2010 — Cina
- Khorata xingyi Chen, Zhang & Zhu, 2009 — Cina
- Khorata zhui Zhang & Zhang, 2008 — Cina

## Leptopholcus
Leptopholcus Simon, 1893
- Leptopholcus baoruco Huber, 2006 — Hispaniola
- Leptopholcus borneensis Deeleman-Reinhold, 1986 — Borneo
- Leptopholcus brazlandia Huber, Pérez & Baptista, 2005 — Brasile
- Leptopholcus budongo Huber, 2011 — Congo, Kenya, Uganda
- Leptopholcus dalei (Petrunkevitch, 1929) — Porto Rico, Isole Vergini
- Leptopholcus debakkeri Huber, 2011 — Congo
- Leptopholcus delicatulus Franganillo, 1930 — Cuba
- Leptopholcus dioscoridis Deeleman-Reinhold & van Harten, 2001 — Socotra
- Leptopholcus dschang Huber, 2011 — Camerun
- Leptopholcus evaluna Huber, Pérez & Baptista, 2005 — Venezuela
- Leptopholcus gracilis Berland, 1920 — Kenya
- Leptopholcus griswoldi Huber, 2011 — Madagascar
- Leptopholcus guineensis Millot, 1941 — Guinea
- Leptopholcus gurnahi Huber, 2011 — Tanzania
- Leptopholcus hispaniola Huber, 2000 — Hispaniola
- Leptopholcus huongson Huber, 2011 — Cina, Thailandia, Vietnam
- Leptopholcus jamaica Huber, 2000 — Giamaica
- Leptopholcus kandy Huber, 2011 — India, Sri Lanka
- Leptopholcus lokobe Huber, 2011 — Madagascar
- Leptopholcus ngazidja Huber, 2011 — Madagascar, isole Comore
- Leptopholcus obo Huber, 2011 — isole di São Tomé e Principe
- Leptopholcus pataxo Huber, Pérez & Baptista, 2005 — Brasile
- Leptopholcus podophthalmus (Simon, 1893) — dallo Sri Lanka alla Cina, Singapore
- Leptopholcus sakalavensis Millot, 1946 — Madagascar
- Leptopholcus signifer Simon, 1893 — Congo
- Leptopholcus talatakeli Huber, 2011 — Madagascar
- Leptopholcus tanikawai Irie, 1999 — Giappone
- Leptopholcus tipula (Simon, 1907) — Gabon, Bioko (Golfo di Guinea)
- Leptopholcus toma Huber, 2006 — Hispaniola

## Litoporus
Litoporus Simon, 1893
- Litoporus aerius Simon, 1893 — Venezuela
- Litoporus agricola Mello-Leitão, 1922 — Brasile
- Litoporus dimona Huber, 2000 — Brasile
- Litoporus lopez Huber, 2000 — Colombia
- Litoporus manu Huber, 2000 — Perù
- Litoporus pakitza Huber, 2000 — Perù
- Litoporus saul Huber, 2000 — Guiana francese
- Litoporus secoya Huber, 2000 — Colombia
- Litoporus uncatus (Simon, 1893) — America settentrionale e meridionale
- Litoporus yucumo Huber, 2000 — Bolivia

## Maimire
Maimire González-Sponga, 2009
- Maimire tuberculosa González-Sponga, 2009 — Venezuela

## Mecolaesthus
Mecolaesthus Simon, 1893
- Mecolaesthus arima Huber, 2000 — Trinidad
- Mecolaesthus azulita Huber, 2000 — Venezuela
- Mecolaesthus cornutus Huber, 2000 — Venezuela
- Mecolaesthus hoti Huber, 2000 — Venezuela
- Mecolaesthus lemniscatus (Simon, 1894) — Isole Saint Vincent e Grenadine
- Mecolaesthus longissimus Simon, 1893 — Venezuela
- Mecolaesthus mucuy Huber, 2000 — Venezuela
- Mecolaesthus nigrifrons (Simon, 1894) — Isole Saint Vincent e Grenadine
- Mecolaesthus peckorum Huber, 2000 — Venezuela
- Mecolaesthus putumayo Huber, 2000 — Colombia
- Mecolaesthus tabay Huber, 2000 — Venezuela
- Mecolaesthus taino Huber, 2000 — Guadalupa, Dominica
- Mecolaesthus yawaperi Huber, 2000 — Brasile

## Mesabolivar
Mesabolivar González-Sponga, 1998
- Mesabolivar argentinensis (Mello-Leitão, 1938) — Argentina
- Mesabolivar aurantiacus (Mello-Leitão, 1930) — America settentrionale e meridionale
- Mesabolivar aurantius (Mello-Leitão, 1940) — Brasile
- Mesabolivar azureus (Badcock, 1932) — Paraguay
- Mesabolivar banksi (Moenkhaus, 1898) — Brasile
- Mesabolivar botocudo Huber, 2000 — Brasile
- Mesabolivar brasiliensis (Moenkhaus, 1898) — Brasile
- Mesabolivar cambridgei (Mello-Leitão, 1947) — Brasile
- Mesabolivar camussi Machado et al., 2007 — Brasile
- Mesabolivar cantharus Machado et al., 2007 — Brasile
- Mesabolivar cavicelatus Machado et al., 2007 — Brasile
- Mesabolivar ceruleiventris (Mello-Leitão, 1916) — Brasile
- Mesabolivar cuarassu Huber, Brescovit & Rheims, 2005 — Brasile
- Mesabolivar cyaneomaculatus (Keyserling, 1891) — Brasile
- Mesabolivar cyaneotaeniatus (Keyserling, 1891) — Brasile
- Mesabolivar cyaneus (Taczanowski, 1874) — Guiana francese, Guyana
- Mesabolivar delclaroi Machado & Brescovit, 2012 — Brasile
- Mesabolivar difficilis (Mello-Leitão, 1918) — Brasile
- Mesabolivar eberhardi Huber, 2000 — Trinidad, Colombia, Venezuela, Perù, Brasile
- Mesabolivar embapua Machado, Brescovit & Francisco, 2007 — Brasile
- Mesabolivar exlineae (Mello-Leitão, 1947) — Perù
- Mesabolivar fluminensis (Mello-Leitão, 1918) — Brasile
- Mesabolivar forceps Machado et al., 2007 — Brasile
- Mesabolivar globulosus (Nicolet, 1849) — Cile, Argentina
- Mesabolivar guapiara Huber, 2000 — Brasile
- Mesabolivar huambisa Huber, 2000 — Perù, Ecuador
- Mesabolivar huanuco Huber, 2000 — Perù
- Mesabolivar huberi Machado, Brescovit & Francisco, 2007 — Brasile
- Mesabolivar iguazu Huber, 2000 — Brasile, Argentina
- Mesabolivar junin Huber, 2000 — Perù
- Mesabolivar levii Huber, 2000 — Brasile
- Mesabolivar locono Huber, 2000 — Suriname, Guyana
- Mesabolivar luteus (Keyserling, 1891) — Brasile, Argentina
- Mesabolivar mairyara Machado et al., 2007 — Brasile
- Mesabolivar maxacali Huber, 2000 — Brasile
- Mesabolivar nigridentis (Mello-Leitão, 1922) — Brasile
- Mesabolivar paraensis (Mello-Leitão, 1947) — Brasile
- Mesabolivar pseudoblechroscelis González-Sponga, 1998 — Venezuela
- Mesabolivar rudilapsi Machado, Brescovit & Francisco, 2007 — Brasile
- Mesabolivar samatiaguassu Huber, Brescovit & Rheims, 2005 — Brasile
- Mesabolivar simoni (Moenkhaus, 1898) — Brasile
- Mesabolivar spinulosus (Mello-Leitão, 1939) — Brasile
- Mesabolivar tandilicus (Mello-Leitão, 1940) — Argentina
- Mesabolivar togatus (Keyserling, 1891) — Brasile
- Mesabolivar xingu Huber, 2000 — Brasile
- Mesabolivar yuruani (Huber, 2000) — Venezuela

## Metagonia
Metagonia Simon, 1893
- Metagonia amica Gertsch, 1971 — Messico
- Metagonia argentinensis Mello-Leitão, 1945 — Brasile, Argentina
- Metagonia asintal Huber, 1998 — Guatemala
- Metagonia atoyacae Gertsch, 1971 — Messico
- Metagonia auberti Caporiacco, 1954 — Guiana francese
- Metagonia belize Gertsch, 1986 — Guatemala, Belize
- Metagonia bella Gertsch, 1986 — Messico
- Metagonia bellavista Gertsch & Peck, 1992 — Isole Galápagos
- Metagonia beni Huber, 2000 — Perù, Bolivia
- Metagonia bicornis (Keyserling, 1891) — Brasile
- Metagonia bifida Simon, 1893 — Brasile
- Metagonia blanda Gertsch, 1973 — Guatemala, Honduras
- Metagonia bonaldoi Huber, 2000 — Brasile
- Metagonia candela Gertsch, 1971 — Messico
- Metagonia capilla Gertsch, 1971 — Messico
- Metagonia cara Gertsch, 1986 — Belize
- Metagonia caudata O. P.-Cambridge, 1895 — dagli USA al Belize
- Metagonia chiquita Gertsch, 1977 — Messico
- Metagonia coahuila Gertsch, 1971 — Messico
- Metagonia conica (Simon, 1893) — Venezuela
- Metagonia cuate Gertsch, 1986 — Messico
- Metagonia debrasi Pérez & Huber, 1999 — Cuba
- Metagonia delicata (O. P.-Cambridge, 1895) — dal Messico a Panama
- Metagonia diamantina Machado, Ferreira & Brescovit, 2011 — Brasile
- Metagonia duodecimpunctata Schmidt, 1971 — Ecuador
- Metagonia faceta Gertsch, 1986 — Messico
- Metagonia flavipes Schmidt, 1971 — Ecuador
- Metagonia furcata Huber, 2000 — Brasile
- Metagonia globulosa Huber, 2000 — Perù, Bolivia
- Metagonia goodnighti Gertsch, 1977 — Messico
- Metagonia guaga Gertsch, 1986 — Messico
- Metagonia heraldica Mello-Leitão, 1922 — Brasile
- Metagonia hitoy Huber, 1997 — Costa Rica
- Metagonia hondura Huber, 1997 — Costa Rica
- Metagonia iviei Gertsch, 1977 — Messico
- Metagonia jamaica Gertsch, 1986 — Giamaica
- Metagonia jarmila Gertsch, 1973 — Belize
- Metagonia joya Gertsch, 1986 — Messico
- Metagonia lancetilla Huber, 1998 — Honduras
- Metagonia lepida Gertsch, 1986 — Messico
- Metagonia lingua (Schmidt, 1956) — Colombia
- Metagonia luisa Gertsch, 1986 — Messico
- Metagonia maldonado Huber, 2000 — Perù, Bolivia
- Metagonia mariguitarensis (González-Sponga, 1998) — Venezuela, Brasile, Perù
- Metagonia martha Gertsch, 1973 — Messico
- Metagonia maximiliani Brignoli, 1972 — Messico
- Metagonia maya Chamberlin & Ivie, 1938 — Messico
- Metagonia mcnatti Gertsch, 1971 — Messico
- Metagonia modesta Gertsch, 1986 — Messico
- Metagonia modica Gertsch, 1986 — Guatemala
- Metagonia nadleri Huber, 2000 — Brasile
- Metagonia osa Gertsch, 1986 — Costa Rica
- Metagonia oxtalja Gertsch, 1986 — Messico
- Metagonia pachona Gertsch, 1971 — Messico
- Metagonia panama Gertsch, 1986 — Panama
- Metagonia paranapiacaba Huber, Rheims & Brescovit, 2005 — Brasile
- Metagonia petropolis Huber, Rheims & Brescovit, 2005 — Brasile
- Metagonia placida Gertsch, 1971 — Messico
- Metagonia potiguar Ferreira et al., 2011 —Brasile
- Metagonia puebla Gertsch, 1986 — Messico
- Metagonia punctata Gertsch, 1971 — Messico
- Metagonia pura Gertsch, 1971 — Messico
- Metagonia quadrifasciata Mello-Leitão, 1926 — Brasile
- Metagonia reederi Gertsch & Peck, 1992 — Isole Galápagos
- Metagonia reventazona Huber, 1997 — Costa Rica, Panama
- Metagonia rica Gertsch, 1986 — Costa Rica, Panama
- Metagonia samiria Huber, 2000 — Perù
- Metagonia secreta Gertsch, 1971 — Messico
- Metagonia selva Gertsch, 1986 — Costa Rica
- Metagonia serena Gertsch, 1971 — Messico
- Metagonia striata Schmidt, 1971 — Guatemala
- Metagonia strinatii (Brignoli, 1972) — Argentina
- Metagonia suzanne Gertsch, 1973 — Messico
- Metagonia talamanca Huber, 1997 — Costa Rica
- Metagonia taruma Huber, 2000 — Guyana, Brasile
- Metagonia tinaja Gertsch, 1971 — Messico
- Metagonia tingo Huber, 2000 — Perù
- Metagonia tlamaya Gertsch, 1971 — Messico
- Metagonia torete Gertsch, 1977 — Messico
- Metagonia toro Huber, 1997 — Panama
- Metagonia unicolor (Keyserling, 1891) — Brasile
- Metagonia uvita Huber, 1997 — Costa Rica
- Metagonia yucatana Chamberlin & Ivie, 1938 — Messico

## Micromerys
Micromerys Bradley, 1877
- Micromerys baiteta Huber, 2011 — Nuova Guinea
- Micromerys daviesae Deeleman-Reinhold, 1986 — Queensland
- Micromerys gidil Huber, 2001 — Queensland
- Micromerys gracilis Bradley, 1877 — Territorio del Nord (Australia), Queensland
- Micromerys gurran Huber, 2001 — Queensland
- Micromerys papua Huber, 2011 — Nuova Guinea
- Micromerys raveni Huber, 2001 — Queensland, Nuovo Galles del Sud
- Micromerys wigi Huber, 2001 — Queensland
- Micromerys yidin Huber, 2001 — Queensland

## Micropholcus
Micropholcus Deeleman-Reinhold & Prinsen, 1987
- Micropholcus fauroti (Simon, 1887) — fascia intertropicale, introdotto in Belgio
- Micropholcus jacominae Deeleman-Reinhold & van Harten|2001 — Yemen

## Modisimus
Modisimus Simon, 1893
- Modisimus angulatus Huber & Fischer, 2010 — Hispaniola
- Modisimus bachata Huber & Fischer, 2010 — Hispaniola
- Modisimus beneficus Gertsch, 1973 — Messico
- Modisimus berac Huber, 2010 — Hispaniola
- Modisimus boneti Gertsch, 1971 — Messico
- Modisimus bribri Huber, 1998 — Costa Rica, Panama
- Modisimus cahuita Huber, 1998 — Costa Rica
- Modisimus caldera Huber, 1998 — Panama
- Modisimus cavaticus Petrunkevitch, 1929 — Porto Rico
- Modisimus chiapa Gertsch, 1977 — Messico
- Modisimus chickeringi Gertsch, 1973 — Panama
- Modisimus cienaga Huber & Fischer, 2010 — Hispaniola
- Modisimus coco Huber, 1998 — Costa Rica
- Modisimus coeruleolineatus Petrunkevitch, 1929 — Porto Rico
- Modisimus concolor Bryant, 1940 — Cuba
- Modisimus cornutus Kraus, 1955 — Honduras
- Modisimus cuadro Huber & Fischer, 2010 — Hispaniola
- Modisimus culicinus (Simon, 1893) — America settentrionale e meridionale, Congo, Isole Seychelles, Hawaii, Micronesia, Polinesia
- Modisimus david Huber, 1997 — Nicaragua, Panama
- Modisimus delrotoi Valdez-Mondragón & Francke, 2009 — Messico
- Modisimus dilutus Gertsch, 1941 — Panama
- Modisimus dominical Huber, 1998 — Costa Rica
- Modisimus elevatus Bryant, 1940 — Cuba
- Modisimus elongatus Bryant, 1940 — Cuba
- Modisimus enriquillo Huber & Fischer, 2010 — Hispaniola
- Modisimus epepye Huber, 2010 — Hispaniola
- Modisimus femoratus Bryant, 1948 — Hispaniola
- Modisimus fuscus Bryant, 1948 — Hispaniola
- Modisimus glaucus Simon, 1893 — Hispaniola, Isole Saint Vincent e Grenadine
- Modisimus globosus Schmidt, 1956 — Colombia
- Modisimus gracilipes Gertsch, 1973 — Guatemala
- Modisimus guatuso Huber, 1998 — dal Nicaragua a Panama
- Modisimus guerrerensis Gertsch & Davis, 1937 — Messico
- Modisimus inornatus O. P.-Cambridge, 1895 — Messico
- Modisimus iviei Gertsch, 1973 — Messico
- Modisimus ixobel Huber, 1998 — Guatemala
- Modisimus jima Huber & Fischer, 2010 — Hispaniola
- Modisimus kiskeya Huber & Fischer, 2010 — Hispaniola
- Modisimus leprete Huber, 2010 — Hispaniola
- Modisimus macaya Huber & Fischer, 2010 — Hispaniola
- Modisimus maculatipes O. P.-Cambridge, 1895 — Messico
- Modisimus madreselva Huber, 1998 — Costa Rica
- Modisimus makandal Huber & Fischer, 2010 — Hispaniola
- Modisimus mango Huber, 2010 — Hispaniola
- Modisimus mariposas Huber & Fischer, 2010 — Hispaniola
- Modisimus mckenziei Gertsch, 1971 — Messico
- Modisimus minima (González-Sponga, 2009) — Venezuela
- Modisimus miri Huber & Fischer, 2010 — Hispaniola
- Modisimus mitchelli Gertsch, 1971 — Messico
- Modisimus modicus (Gertsch & Peck, 1992) — Isole Galápagos
- Modisimus montanus Petrunkevitch, 1929 — Porto Rico
  - Modisimus montanus dentatus Petrunkevitch, 1929 — Porto Rico
- Modisimus nicaraguensis Huber, 1998 — Nicaragua
- Modisimus ovatus Bryant, 1940 — Cuba
- Modisimus palenque Gertsch, 1977 — Messico
- Modisimus palvet Huber & Fischer, 2010 — Hispaniola
- Modisimus pana Huber, 1998 — Guatemala
- Modisimus paraiso Huber, 2010 — Hispaniola
- Modisimus pavidus Bryant, 1940 — Cuba
- Modisimus pelejil Huber & Fischer, 2010 — Hispaniola
- Modisimus pittier Huber, 1998 — Costa Rica, Panama
- Modisimus propinquus O. P.-Cambridge, 1896 — Messico
- Modisimus pulchellus Banks, 1929 — Panama
- Modisimus pusillus Gertsch, 1971 — Messico
- Modisimus rainesi Gertsch, 1971 — Messico
- Modisimus reddelli Gertsch, 1971 — Messico
- Modisimus roumaini Huber, 2010 — Hispaniola
- Modisimus sanvito Huber, 1998 — Costa Rica
- Modisimus sarapiqui Huber, 1998 — Costa Rica
- Modisimus seguin Huber & Fischer, 2010 — Hispaniola
- Modisimus selvanegra Huber, 1998 — Nicaragua
- Modisimus sexoculatus Petrunkevitch, 1929 — Portorico
- Modisimus signatus (Banks, 1914) — Portorico
- Modisimus simoni Huber, 1997 — Venezuela
- Modisimus solus Gertsch & Peck, 1992 — Isole Galápagos
- Modisimus texanus Banks, 1906 — USA, Messico
- Modisimus tiburon Huber & Fischer, 2010 — Hispaniola
- Modisimus toma Huber & Fischer, 2010 — Hispaniola
- Modisimus tortuguero Huber, 1998 — Costa Rica
- Modisimus tzotzile Brignoli, 1974 — Messico
- Modisimus vittatus Bryant, 1948 — Hispaniola

## Moraia
Moraia González-Sponga, 2011
- Moraia niquitanus González-Sponga, 2011 — Venezuela

## Mystes
Mystes Bristowe, 1938
- Mystes oonopiformis Bristowe, 1938 — Malaysia

## Nasuta
Nasuta González-Sponga, 2009
- Nasuta grandis González-Sponga, 2009 — Venezuela

## Nerudia
Nerudia Huber, 2000
- Nerudia atacama Huber, 2000 — Cile

## Ninetis
Ninetis Simon, 1890
- Ninetis minuta (Berland, 1919) — Somalia, Kenya, Tanzania
- Ninetis namibiae Huber, 2000 — Namibia
- Ninetis russellsmithi Huber, 2002 — Malawi
- Ninetis subtilissima Simon, 1890 — Yemen
- Ninetis toliara Huber & El-Hennawy, 2007 — Madagascar

## Nita
Nita Huber & El-Hennawy, 2007
- Nita elsaff Huber & El-Hennawy, 2007 — Egitto, Uzbekistan

## Nyikoa
Nyikoa Huber, 2007
- Nyikoa limbe Huber, 2007 — Ghana, Camerun, Guinea, Congo

## Ossinissa
Ossinissa Dimitrov & Ribera, 2005
- Ossinissa justoi (Wunderlich, 1992) — Isole Canarie

## Otavaloa
Otavaloa Huber, 2000
- Otavaloa angotero Huber, 2000 — Colombia, Ecuador, Perù
- Otavaloa lisei Huber, 2000 — Brasile
- Otavaloa otanabe Huber, 2000 — Perù
- Otavaloa pasco Huber, 2000 — Perù
- Otavaloa piro Huber, 2000 — Perù, Bolivia

## Panjange
Panjange Deeleman-Reinhold & Deeleman, 1983
- Panjange alba Deeleman-Reinhold & Deeleman, 1983 — Celebes
- Panjange bako Huber, 2011 — Borneo
- Panjange cavicola Deeleman-Reinhold & Deeleman, 1983 — Celebes
- Panjange dubia (Kulczynski, 1911) — Nuova Guinea
- Panjange iban Huber, 2011 — Borneo
- Panjange lanthana Deeleman-Reinhold & Deeleman, 1983 — Filippine
- Panjange madang Huber, 2011 — Nuova Guinea
- Panjange mirabilis Deeleman-Reinhold, 1986 — Queensland
- Panjange nigrifrons Deeleman-Reinhold & Deeleman, 1983 — Borneo
- Panjange sedgwicki Deeleman-Reinhold & Platnick, 1986 — Borneo

## Papiamenta
Papiamenta Huber, 2000
- Papiamenta levii (Gertsch, 1982) — Curaçao (Venezuela)
- Papiamenta savonet Huber, 2000 — Curaçao (Venezuela)

## Paramicromerys
Paramicromerys Millot, 1946
- Paramicromerys betsileo Huber, 2003 — Madagascar
- Paramicromerys coddingtoni Huber, 2003 — Madagascar
- Paramicromerys combesi (Millot, 1946) — Madagascar
- Paramicromerys madagascariensis (Simon, 1893) — Madagascar
- Paramicromerys mahira Huber, 2003 — Madagascar
- Paramicromerys manantenina Huber, 2003 — Madagascar
- Paramicromerys marojejy Huber, 2003 — Madagascar
- Paramicromerys megaceros (Millot, 1946) — Madagascar
- Paramicromerys nampoinai Huber, 2003 — Madagascar
- Paramicromerys quinteri Huber, 2003 — Madagascar
- Paramicromerys rabeariveloi Huber, 2003 — Madagascar
- Paramicromerys ralamboi Huber, 2003 — Madagascar
- Paramicromerys rothorum Huber, 2003 — Madagascar
- Paramicromerys scharffi Huber, 2003 — Madagascar

## Pehrforsskalia
Pehrforsskalia Deeleman-Reinhold & van Harten, 2001
- Pehrforsskalia bilene Huber, 2011 — Mozambico
- Pehrforsskalia conopyga Deeleman-Reinhold & van Harten, 2001 — Africa, Yemen, Israele, Madagascar
- Pehrforsskalia shambaa Huber, 2011 — Tanzania

## Pholcophora
Pholcophora Banks, 1896
- Pholcophora americana Banks, 1896 — USA, Canada
- Pholcophora bahama Gertsch, 1982 — Isole Bahama
- Pholcophora maria Gertsch, 1977 — Messico
- Pholcophora mexcala Gertsch, 1982 — Messico
- Pholcophora texana Gertsch, 1935 — USA, Messico

## Pholcus
Pholcus Walckenaer, 1805
1. Pholcus abstrusus Yao & Li, 2012 — Cina
2. Pholcus acerosus Peng & Zhang, 2011 — Cina
3. Pholcus acutulus Paik, 1978 — Corea
4. Pholcus aduncus Yao & Li, 2012 — Cina
5. Pholcus afghanus Senglet, 2008 — Afghanistan
6. Pholcus agadir Huber, 2011 — Marocco
7. Pholcus agilis Yao & Li, 2012 — Cina
8. Pholcus alloctospilus Zhu & Gong, 1991 — Cina
9. Pholcus alpinus Yao & Li, 2012 — Cina
10. Pholcus alticeps Spassky, 1932 — Russia, Asia centrale, Iran
11. Pholcus amani Huber, 2011 — Tanzania
12. Pholcus anachoreta Dimitrov & Ribera, 2006 — Isole Canarie
13. Pholcus ancoralis L. Koch, 1865 — Nuova Caledonia, Nuove Ebridi, Isole Salomone, Micronesia, Polinesia, Hawaii
14. Pholcus andulau Huber, 2011 — Borneo
15. Pholcus anlong Chen, Zhang & Zhu, 2011 — Cina
16. Pholcus arayat Huber, 2011 — Filippine
17. Pholcus arkit Huber, 2011 — Asia centrale
18. Pholcus armeniacus Senglet, 1974 — Iran
19. Pholcus arsacius Senglet, 2008 — Iran
20. Pholcus atrigularis (Simon, 1901) — Malesia, Singapore, Indonesia
21. Pholcus attuleh Huber, 2011 — Camerun
22. Pholcus babao Tong & Li, 2010 — Cina
23. Pholcus bailongensis Yao & Li, 2012 — Cina
24. Pholcus baka Huber, 2011 — Africa occidentale e centrale
25. Pholcus bakweri Huber, 2011 — isola di Bioko, Camerun
26. Pholcus baldiosensis Wunderlich, 1992 — Isole Canarie
27. Pholcus bamboutos Huber, 2011 — Camerun
28. Pholcus bangfai Huber, 2011 — Laos
29. Pholcus bantouensis Yao & Li, 2012 — Cina
30. Pholcus batepa Huber, 2011 — isola di Sao Tomé
31. Pholcus beijingensis Zhu & Song, 1999 — Cina
32. Pholcus berlandi Millot, 1941 — Senegal
33. Pholcus bessus Zhu & Gong, 1991 — Cina
34. Pholcus bicornutus Simon, 1892 — Filippine
35. Pholcus bidentatus Zhu et al., 2005 — Cina, Laos
36. Pholcus bikilai Huber, 2011 — Etiopia
37. Pholcus bimbache Dimitrov & Ribera, 2006 — Isole Canarie
38. Pholcus bing Yao & Li, 2012 — Cina
39. Pholcus bohorok Huber, 2011 — Sumatra
40. Pholcus bolikhamsay Huber, 2011 — Laos
41. Pholcus bourgini Millot, 1941 — Guinea
42. Pholcus brevis Yao & Li, 2012 — Cina
43. Pholcus calcar Wunderlich, 1987 — Isole Canarie
44. Pholcus calligaster Thorell, 1895 — Myanmar
45. Pholcus camba Huber, 2011 — Celebes
46. Pholcus caspius Senglet, 2008 — Iran
47. Pholcus ceheng Chen, Zhang & Zhu, 2011 — Cina
48. Pholcus cheng Yao & Li, 2012 — Cina
49. Pholcus chappuisi Fage, 1936 — Kenya
50. Pholcus chattoni Millot, 1941 — Guinea, Costa d'Avorio
51. Pholcus cheaha Huber, 2011 — USA
52. Pholcus chiangdao Huber, 2011 — Thailandia
53. Pholcus chicheng Tong & Li, 2010 — Cina
54. Pholcus choctaw Huber, 2011 — USA
55. Pholcus cibodas Huber, 2011 — Giava
56. Pholcus circularis Kraus, 1960 — São Tomé
57. Pholcus clavatus Schenkel, 1936 — Cina
58. Pholcus clavimaculatus Zhu & Song, 1999 — Cina
59. Pholcus cophenius Senglet, 2008 — Afghanistan
60. Pholcus corcho Wunderlich, 1987 — Isole Canarie
61. Pholcus corniger Dimitrov & Ribera, 2006 — Isole Canarie
62. Pholcus crassipalpis Spassky, 1937 — Russia, Ucraina
63. Pholcus crassus Paik, 1978 — Corea
64. Pholcus creticus Senglet, 1971 — Creta
65. Pholcus crypticolens Bösenberg & Strand, 1906 — Russia, Cina, Corea, Taiwan, Giappone
66. Pholcus cuneatus Yao & Li, 2012 — Cina
67. Pholcus dade Huber, 2011 — USA
68. Pholcus dali Zhang & Zhu, 2009 — Cina
69. Pholcus datan Tong & Li, 2010 — Cina
70. Pholcus decorus Yao & Li, 2012 — Cina
71. Pholcus debilis (Thorell, 1899) — isola di Bioko, Camerun
72. Pholcus dentatus Wunderlich, 1995 — Madeira
73. Pholcus dieban Yao & Li, 2012 — Cina
74. Pholcus diopsis Simon, 1901 — Malaysia
75. Pholcus dixie Huber, 2011 — USA
76. Pholcus djelalabad Senglet, 2008 — Afghanistan, India
77. Pholcus doucki Huber, 2011 — Guinea
78. Pholcus dungara Huber, 2001 — Queensland
79. Pholcus edentatus Campos & Wunderlich, 1995 — Isole Canarie
80. Pholcus elongatus (Yin & Wang, 1981) — Cina, Laos
81. Pholcus elymaeus Senglet, 2008 — Iran
82. Pholcus erewan Huber, 2011 — Thailandia, Laos, Malesia
83. Pholcus ethagala Huber, 2011 — Sri Lanka
84. Pholcus exceptus Tong & Li, 2009 — Cina
85. Pholcus exilis Tong & Li, 2010 — Cina
86. Pholcus extumidus Paik, 1978 — Corea
87. Pholcus fagei Kratochvíl, 1940 — Africa orientale
88. Pholcus faveauxi (Lawrence, 1967) — Congo
89. Pholcus fengcheng Zhang & Zhu, 2009 — Cina
90. Pholcus fragillimus Strand, 1907 — Sri Lanka
91. Pholcus fuerteventurensis Wunderlich, 1992 — Isole Canarie
92. Pholcus ganziensis Yao & Li, 2012 — Cina
93. Pholcus gaoi Song & Ren, 1994 — Cina
94. Pholcus genuiformis Wunderlich, 1995 — Algeria
95. Pholcus gombak Huber, 2011 — Malesia
96. Pholcus gomerae Wunderlich, 1980 — Isole Canarie
97. Pholcus gosuensis Kim & Lee, 2004 — Corea
98. Pholcus gracillimus Thorell, 1890 — Sumatra, Giava
99. Pholcus guadarfia Dimitrov & Ribera, 2007 — Isole Canarie
100. Pholcus guani Song & Ren, 1994 — Cina
101. Pholcus gui Zhu & Song, 1999 — Cina
102. Pholcus guineensis Millot, 1941 — Guinea
103. Pholcus halabala Huber, 2011 — Thailandia, Sumatra
104. Pholcus hamatus Tong & Ji, 2010 — Cina
105. Pholcus harveyi Zhang & Zhu, 2009 — Cina
106. Pholcus helenae Wunderlich, 1987 — Isole Canarie
107. Pholcus henanensis Zhu & Mao, 1983 — Cina
108. Pholcus hieroglyphicus Pavesi, 1883 — Eritrea
109. Pholcus higoensis Irie & Ono, 2008 — Giappone
110. Pholcus hoyo Huber, 2011 — Congo
111. Pholcus huapingensis Yao & Li, 2012 — Cina
112. Pholcus huberi Zhang & Zhu, 2009 — Cina
113. Pholcus hurau Huber, 2011 — Sumatra
114. Pholcus hyrcanus Senglet, 1974 — Iran
115. Pholcus hytaspus Senglet, 2008 — Iran
116. Pholcus imbricatus Yao & Li, 2012 — Cina
117. Pholcus intricatus Dimitrov & Ribera, 2003 — Isole Canarie
118. Pholcus jaegeri Huber, 2011 — Laos
119. Pholcus jiaotu Yao & Li, 2012 — Cina
120. Pholcus jinniu Tong & Li, 2010 — Cina
121. Pholcus jinwum Huber, 2001 — Queensland
122. Pholcus jiulong Tong & Li, 2010 — Cina
123. Pholcus jiuwei Tong & Ji, 2010 — Cina
124. Pholcus jixianensis Zhu & Yu, 1983 — Cina
125. Pholcus joreongensis Seo, 2004 — Corea
126. Pholcus jusahi Huber, 2011 — USA
127. Pholcus kakum Huber, 2009 — Ghana, Costa d'Avorio, Congo, Guinea
128. Pholcus kamkaly Huber, 2011 — Kazakistan
129. Pholcus kandahar Senglet, 2008 — Afghanistan
130. Pholcus kangding Zhang & Zhu, 2009 — Cina
131. Pholcus kapuri Tikader, 1977 — Isole Andamane
132. Pholcus karawari Huber, 2011 — Nuova Guinea
133. Pholcus kerinci Huber, 2011 — Sumatra
134. Pholcus khene Huber, 2011 — Laos, Vietnam
135. Pholcus kihansi Huber, 2011 — Tanzania
136. Pholcus kimi Song & Zhu, 1994 — Cina
137. Pholcus kinabalu Huber, 2011 — Borneo
138. Pholcus kindia Huber, 2011 — Guinea
139. Pholcus kingi Huber, 2011 — USA
140. Pholcus knoeseli Wunderlich, 1992 — Isole Canarie
141. Pholcus koah Huber, 2001 — Queensland
142. Pholcus koasati Huber, 2011 — USA
143. Pholcus kohi Huber, 2011 — Malesia, Singapore, Sumatra
144. Pholcus kribi Huber, 2011 — Camerun
145. Pholcus kui Yao & Li, 2012 — Cina
146. Pholcus kunming Zhang & Zhu, 2009 — Cina
147. Pholcus kwamgumi Huber, 2011 — Kenya, Tanzania
148. Pholcus kwanaksanensis Namkung & Kim, 1990 — Corea
149. Pholcus kwangkyosanensis Kim & Park, 2009 — Corea
150. Pholcus kyondo Huber, 2011 — Congo
151. Pholcus laksao Huber, 2011 — Laos
152. Pholcus lamperti Strand, 1907 — Africa orientale
153. Pholcus lanieri Huber, 2011 — USA
154. Pholcus ledang Huber, 2011 — Malesia
155. Pholcus leruthi Lessert, 1935 — Congo, Africa orientale
156. Pholcus lexuacanhi Yao, Pham & Li, 2012 — Vietnam
157. Pholcus lijiangensis Yao & Li, 2012 — Cina
158. Pholcus lilangai Huber, 2011 — Tanzania
159. Pholcus lingulatus Gao, Gao & Zhu, 2002 — Cina
160. Pholcus linzhou Zhang & Zhang, 2000 — Cina
161. Pholcus liui Yao & Li, 2012 — Cina
162. Pholcus liutu Yao & Li, 2012 — Malesia
163. Pholcus lualaba Huber, 2011 — Congo
164. Pholcus luding Tong & Li, 2010 — Cina
165. Pholcus luki Huber, 2011 — Congo
166. Pholcus lupanga Huber, 2011 — Tanzania
167. Pholcus madeirensis Wunderlich, 1987 — Madeira
168. Pholcus magnus Wunderlich, 1987 — Madeira
169. Pholcus malpaisensis Wunderlich, 1992 — Isole Canarie
170. Pholcus manueli Gertsch, 1937 — Russia, Cina, Giappone, USA
171. Pholcus mao Yao & Li, 2012 — Cina
172. Pholcus maronita Brignoli, 1977 — Libano
173. Pholcus mascaensis Wunderlich, 1987 — Isole Canarie
174. Pholcus maturata Huber, 2011 — Sri Lanka
175. Pholcus mazumbai Huber, 2011 — Tanzania
176. Pholcus mbuti Huber, 2011 — Congo
177. Pholcus mecheria Huber, 2011 — Algeria
178. Pholcus medicus Senglet, 1974 — Iran
179. Pholcus medog Zhang, Zhu & Song, 2006 — Cina
180. Pholcus mengla Song & Zhu, 1999 — Cina
181. Pholcus mentawir Huber, 2011 — Borneo
182. Pholcus mianshanensis Zhang & Zhu, 2009 — Tanzania
183. Pholcus minang Huber, 2011 — Sumatra
184. Pholcus mirabilis Yao & Li, 2012 — Cina
185. Pholcus moca Huber, 2011 — isola di Bioko, Camerun
186. Pholcus montanus Paik, 1978 — Corea
187. Pholcus multidentatus Wunderlich, 1987 — Isole Canarie
188. Pholcus muralicola Maughan & Fitch, 1976 — USA
189. Pholcus nagasakiensis Strand, 1918 — Giappone
190. Pholcus namkhan Huber, 2011 — Laos
191. Pholcus namou Huber, 2011 — Laos
192. Pholcus negara Huber, 2011 — isola di Bali
193. Pholcus nenjukovi Spassky, 1936 — Asia centrale
194. Pholcus nkoetye Huber, 2011 — Camerun
195. Pholcus nodong Huber, 2011 — Corea
196. Pholcus obscurus Yao & Li, 2012 — Cina
197. Pholcus oculosus Zhang & Zhang, 2000 — Cina
198. Pholcus okgye Huber, 2011 — Corea
199. Pholcus opilionoides (Schrank, 1781) — dall'Europa all'Azerbaigian
200. Pholcus ornatus Bösenberg, 1895 — Isole Canarie
201. Pholcus otomi Huber, 2011 — Giappone
202. Pholcus ovatus Yao & Li, 2012 — Cina
203. Pholcus pagbilao Huber, 2011 — Filippine
204. Pholcus pakse Huber, 2011 — Laos
205. Pholcus papilionis Peng & Zhang, 2011 — Cina
206. Pholcus paralinzhou Zhang & Zhu, 2009 — Cina
207. Pholcus parayichengicus Zhang & Zhu — Tanzania
208. Pholcus parkyeonensis Kim & Yoo, 2009 — Corea
209. Pholcus parthicus Sengklet, 2008 — Iran
210. Pholcus parvus Wunderlich, 1987 — Madeira
211. Pholcus pennatus Zhang, Zhu & Song, 2005 — Cina
212. Pholcus persicus Senglet, 1974 — Iran
213. Pholcus phalangioides (Fuesslin, 1775) — cosmopolita
214. Pholcus phoenixus Zhang & Zhu, 2009 — Cina
215. Pholcus phui Huber, 2011 — Thailandia
216. Pholcus phungiformes Oliger, 1983 — Russia
217. Pholcus pojeonensis Kim & Yoo, 2008 — Corea
218. Pholcus ponticus Thorell, 1875 — dalla Bulgaria al Kazakistan
219. Pholcus pyu Huber, 2011 — Birmania
220. Pholcus qingchengensis Gao, Gao & Zhu, 2002 — Cina
221. Pholcus quinghaiensis Song & Zhu, 1999 — Cina
222. Pholcus quinquenotatus Thorell, 1878 — Sri Lanka, Ambon (Arcipelago delle Molucche)
223. Pholcus reevesi Huber, 2011 — USA
224. Pholcus roquensis Wunderlich, 1992 — Isole Canarie
225. Pholcus ruteng Huber, 2011 — isola di Flores (Indonesia)
226. Pholcus saaristoi Zhang & Zhu, 2009 — Cina
227. Pholcus sabah Huber, 2011 — Borneo
228. Pholcus satun Huber, 2011 — Thailandia
229. Pholcus schwendingeri Huber, 2011 — Thailandia
230. Pholcus sepaku Huber, 2011 — Borneo
231. Pholcus shangrila Zhang & Zhu, 2009 — Cina
232. Pholcus shuangtu Yao & Li, 2012 — Cina
233. Pholcus sidorenkoi Dunin, 1994 — Russia
234. Pholcus silvai Wunderlich, 1995 — Madeira
235. Pholcus simbok Huber, 2011 — Corea
236. Pholcus singalang Huber, 2011 — Sumatra
237. Pholcus socheunensis Paik, 1978 — Corea
238. Pholcus sogdianae Brignoli, 1978 — Russia, Kazakistan
239. Pholcus sokkrisanensis Paik, 1978 — Corea
240. Pholcus songi Zhang & Zhu, 2009 — Cina
241. Pholcus songxian Zhang & Zhu, 2009 — Cina
242. Pholcus soukous Huber, 2011 — Congo
243. Pholcus spasskyi Brignoli, 1978 — Turchia
244. Pholcus spiliensis Wunderlich, 1995 — Creta
245. Pholcus spilis Zhu & Gong, 1991 — Cina
246. Pholcus steineri Huber, 2011 — Laos
247. Pholcus strandi Caporiacco, 1941 — Etiopia
248. Pholcus sublingulatus Zhang & Zhu, 2009 — Cina
249. Pholcus suboculosus Peng & Zhang, 2011 — Cina
250. Pholcus subwuyensis Zhang & Zhu, 2009 — Cina
251. Pholcus sudhami Huber, 2011 — Thailandia
252. Pholcus suizhongicus Zhu & Song, 1999 — Cina
253. Pholcus sumatraensis Wunderlich, 1995 — Sumatra
254. Pholcus sveni Wunderlich, 1987 — Isole Canarie
255. Pholcus taarab Huber, 2011 — Tanzania, Malawi
256. Pholcus tahai Huber, 2011 — Borneo
257. Pholcus taibaiensis Wang & Zhu, 1992 — Cina
258. Pholcus taibeli Caporiacco, 1949 — Etiopia
259. Pholcus taishan Song & Zhu, 1999 — Cina
260. Pholcus taita Huber, 2011 — Kenya
261. Pholcus tenerifensis Wunderlich, 1987 — Isole Canarie
262. Pholcus thakek Huber, 2011 — Laos
263. Pholcus tongi Yao & Li, 2012 — Cina
264. Pholcus triangulatus Zhang & Zhang, 2000 — Cina
265. Pholcus tuoyuan Yao & Li, 2012 — Cina
266. Pholcus turcicus Wunderlich, 1980 — Turchia
267. Pholcus tuyan Yao & Li, 2012 — Cina
268. Pholcus twa Huber, 2011 — Africa orientale
269. Pholcus undatus Yao & Li, 2012 — Cina
270. Pholcus varirata Huber, 2011 — Nuova Guinea
271. Pholcus vatovae Caporiacco, 1940 — Africa orientale
272. Pholcus velitchkovskyi Kulczynski, 1913 — Russia, Ucraina
273. Pholcus vesculus Simon, 1901 — Malaysia
274. Pholcus wahehe Huber, 2011 — Tanzania
275. Pholcus wangi Yao & Li, 2012 — Cina
276. Pholcus wangtian Tong & Ji, 2010 — Cina
277. Pholcus wangxidong Zhang & Zhu, 2009 — Cina
278. Pholcus woongil Huber, 2011 — Corea
279. Pholcus wuling Tong & Li, 2010 — Cina
280. Pholcus wuyiensis Zhu & Gong, 1991 — Cina
281. Pholcus xiaotu Yao & Li, 2012 — Cina
282. Pholcus xingren Chen, Zhang & Zhu — Cina
283. Pholcus xingyi Chen, Zhang & Zhu — Cina
284. Pholcus yangi Zhang & Zhu, 2009 — Cina
285. Pholcus yeongwol Huber, 2011 — Corea
286. Pholcus yi Yao & Li, 2012 — Cina
287. Pholcus yichengicus Zhu, Tu & Shi, 1986 — Cina
288. Pholcus yoshikurai Irie, 1997 — Giappone
289. Pholcus youngae Huber, 2011 — Thailandia
290. Pholcus yuantu Yao & Li, 2012 — Cina
291. Pholcus yugong Zhang & Zhu, 2009 — Cina
292. Pholcus yunnanensis Yao & Li, 2012 — Cina
293. Pholcus zham Zhang, Zhu & Song, 2006 — Cina
294. Pholcus zhangae Zhang & Zhu, 2009 — Cina
295. Pholcus zhui Yao & Li, 2012 — Cina
296. Pholcus zhuolu Zhang & Zhu, 2009 — Cina
297. Pholcus zichyi Kulczynski, 1901 — Russia, Cina, Corea

## Physocyclus
Physocyclus Simon, 1893
- Physocyclus bicornis Gertsch, 1971 — Messico
- Physocyclus brevicornus Valdez-Mondragón, 2010 — Messico
- Physocyclus californicus Chamberlin & Gertsch, 1929 — USA
- Physocyclus cornutus Banks, 1898 — Messico
- Physocyclus darwini Valdez-Mondragón, 2010 — Messico
- Physocyclus dugesi Simon, 1893 — Messico, Guatemala, Costa Rica
- Physocyclus enaulus Crosby, 1926 — USA
- Physocyclus franckei Valdez-Mondragón, 2010 — Messico
- Physocyclus gertschi Valdez-Mondragón, 2010 — Messico
- Physocyclus globosus (Taczanowski, 1874) — cosmopolita
- Physocyclus guanacaste Huber, 1998 — Costa Rica
- Physocyclus hoogstraali Gertsch & Davis, 1942 — Messico
- Physocyclus huacana Valdez-Mondragón, 2010 — Messico
- Physocyclus lautus Gertsch, 1971 — Messico
- Physocyclus marialuisae Valdez-Mondragón, 2010 — Messico
- Physocyclus merus Gertsch, 1971 — Messico
- Physocyclus mexicanus Banks, 1898 — Messico
- Physocyclus michoacanus Valdez-Mondragón, 2010 — Messico
- Physocyclus modestus Gertsch, 1971 — Messico
- Physocyclus montanoi Valdez-Mondragón, 2010 — Messico
- Physocyclus mysticus Chamberlin, 1924 — Messico
- Physocyclus paredesi Valdez-Mondragón, 2010 — Messico
- Physocyclus pedregosus Gertsch, 1971 — Messico
- Physocyclus platnicki Valdez-Mondragón, 2010 — Messico
- Physocyclus reddelli Gertsch, 1971 — Messico
- Physocyclus rothi Valdez-Mondragón, 2010 — Messico
- Physocyclus sarae Valdez-Mondragón, 2010 — Messico
- Physocyclus sprousei Valdez-Mondragón, 2010 — Messico
- Physocyclus tanneri Chamberlin, 1921 — USA
- Physocyclus validus Gertsch, 1971 — Messico
- Physocyclus viridis Mello-Leitão, 1940 — Brasile

## Pisaboa
Pisaboa Huber, 2000
- Pisaboa estrecha Huber, 2000 — Perù
- Pisaboa laldea Huber, 2000 — Venezuela
- Pisaboa mapiri Huber, 2000— Bolivia
- Pisaboa silvae Huber, 2000 — Perù

## Platnickia
Platnickia Özdikmen & Demir, 2009
- Platnickia coxana (Bryant, 1940) — Cuba
- Platnickia incerta (Bryant, 1940) — Cuba

## Pomboa
Pomboa Huber, 2000
- Pomboa cali Huber, 2000 — Colombia
- Pomboa pallida Huber, 2000 — Colombia
- Pomboa quimbaya Valdez-Mondragón, 2012 — Colombia
- Pomboa quindio Huber, 2000 — Colombia

## Portena
Portena González-Sponga, 2011
- Portena triocular González-Sponga, 2011 — Venezuela

## Priscula
Priscula Simon, 1893
- Priscula acuoso (González-Sponga, 2011) — Venezuela
- Priscula andinensis González-Sponga, 1999 — Venezuela
- Priscula andinensis (González-Sponga, 2011) — Venezuela
- Priscula annulipes (Keyserling, 1877) — Colombia
- Priscula araguana (González-Sponga, 2011) — Venezuela
- Priscula binghamae (Chamberlin, 1916) — Perù, Bolivia, Argentina
- Priscula blechroscelis (González-Sponga, 2011) — Venezuela
- Priscula chejapi González-Sponga, 1999 — Venezuela
- Priscula copeyensis (González-Sponga, 2011) — Venezuela
- Priscula cordillerano (González-Sponga, 2011) — Venezuela
- Priscula gularis Simon, 1893 — Ecuador
- Priscula huila Huber, 2000 — Colombia
- Priscula lagunosa González-Sponga, 1999 — Venezuela
- Priscula limonensis González-Sponga, 1999 — Venezuela
- Priscula paeza Huber, 2000 — Colombia
- Priscula pallisteri Huber, 2000 — Perù
- Priscula piapoco Huber, 2000 — Venezuela
- Priscula piedraensis González-Sponga, 1999 — Venezuela
- Priscula salmeronica González-Sponga, 1999 — Venezuela
- Priscula taruma Huber, 2000 — Guyana
- Priscula tunebo Huber, 2000 — Venezuela
- Priscula ulai González-Sponga, 1999 — Venezuela
- Priscula venezuelana Simon, 1893 — Venezuela

## Psilochorus
Psilochorus Simon, 1893
- Psilochorus acanthus Chamberlin & Ivie, 1942 — USA
- Psilochorus agnosticus Chamberlin, 1924 — Messico
- Psilochorus apicalis Banks, 1921 — USA
- Psilochorus bantus Chamberlin & Ivie, 1942 — USA
- Psilochorus bruneocyaneus Mello-Leitão, 1941 — Brasile
- Psilochorus californiae Chamberlin, 1919 — USA
- Psilochorus cambridgei Gertsch & Davis, 1937 — Messico
- Psilochorus coloradensis Slowik, 2009 — USA
- Psilochorus concinnus Gertsch, 1973 — Messico
- Psilochorus concolor Slowik, 2009 — USA
- Psilochorus conjunctus Gertsch & Davis, 1942 — Messico
- Psilochorus cordatus (Bilimek, 1867) — Messico
- Psilochorus delicatus Gertsch, 1971 — Messico
- Psilochorus diablo Gertsch, 1971 — Messico
- Psilochorus dogmaticus Chamberlin, 1924 — Messico
- Psilochorus durangoanus Gertsch & Davis, 1937 — Messico
- Psilochorus fishi Gertsch, 1971 — Messico
- Psilochorus hesperus Gertsch & Ivie, 1936 — USA
- Psilochorus hooki Slowik, 2009 — USA
- Psilochorus imitatus Gertsch & Mulaik, 1940 — USA
- Psilochorus inyo Slowik, 2009 — USA
- Psilochorus itaguyrussu Huber, Rheims & Brescovit, 2005 — Brasile
- Psilochorus marcuzzii Caporiacco, 1955 — Venezuela
- Psilochorus minimus Schmidt, 1956 — Ecuador
- Psilochorus minutus Banks, 1898 — Messico
- Psilochorus murphyi Gertsch, 1973 — Messico
- Psilochorus nigromaculatus Kulczynski, 1911 — Nuova Guinea
- Psilochorus pallidulus Gertsch, 1935 — USA, Messico
- Psilochorus papago Gertsch & Davis, 1942 — USA, Messico
- Psilochorus pullulus (Hentz, 1850) — Nuovo Mondo
- Psilochorus redemptus Gertsch & Mulaik, 1940 — USA, Messico
- Psilochorus rockefelleri Gertsch, 1935 — USA
- Psilochorus russelli Gertsch, 1971 — Messico
- Psilochorus sectus Mello-Leitão, 1939 — Brasile
- Psilochorus simoni (Berland, 1911) — Europa
- Psilochorus sinaloa Gertsch & Davis, 1942 — Messico
- Psilochorus taperae Mello-Leitão, 1929 — Brasile
- Psilochorus tellezi Gertsch, 1971 — Messico
- Psilochorus texanus Slowik, 2009 — USA
- Psilochorus topanga Chamberlin & Ivie, 1942 — USA
- Psilochorus utahensis Chamberlin, 1919 — USA
- Psilochorus ybytyriguara Huber, Rheims & Brescovit, 2005 — Brasile

## Quamtana
Quamtana Huber, 2003
- Quamtana biena Huber, 2003 — Congo
- Quamtana bonamanzi Huber, 2003 — Sudafrica
- Quamtana ciliata (Lawrence, 1938) — Sudafrica
- Quamtana embuleni Huber, 2003 — Sudafrica
- Quamtana entabeni Huber, 2003 — Sudafrica
- Quamtana filmeri Huber, 2003 — Sudafrica
- Quamtana hectori Huber, 2003 — Sudafrica
- Quamtana kabale Huber, 2003 — Uganda
- Quamtana kitahurira Huber, 2003 — Uganda
- Quamtana knysna Huber, 2003 — Sudafrica
- Quamtana lajuma Huber, 2003 — Sudafrica
- Quamtana leleupi Huber, 2003 — Sudafrica
- Quamtana leptopholcica (Strand, 1909) — Sudafrica
- Quamtana lotzi Huber, 2003 — Sudafrica
- Quamtana mabusai Huber, 2003 — Sudafrica, Swaziland
- Quamtana mbaba Huber, 2003 — Sudafrica
- Quamtana merwei Huber, 2003 — Sudafrica
- Quamtana meyeri Huber, 2003 — Sudafrica
- Quamtana molimo Huber, 2003 — Lesotho
- Quamtana nandi Huber, 2003 — Sudafrica
- Quamtana nylsvley Huber, 2003 — Sudafrica
- Quamtana oku Huber, 2003 — Camerun
- Quamtana tsui Huber, 2003 — Sudafrica
- Quamtana umzinto Huber, 2003 — Sudafrica
- Quamtana vidal Huber, 2003 — Sudafrica

## Queliceria
Queliceria González-Sponga, 2003
- Queliceria discrepantis González-Sponga, 2003 — Venezuela

## Sanluisi
Sanluisi González-Sponga, 2003
- Sanluisi puntiaguda González-Sponga, 2003 — Venezuela

## Savarna
Savarna Huber, 2005
- Savarna baso (Roewer, 1963) — Sumatra
- Savarna tesselata (Simon, 1901) — Malaysia
- Savarna thaleban Huber, 2005 — Thailandia

## Sihala
Sihala Huber, 2011
- Sihala alagarkoil Huber, 2011 — India
- Sihala ceylonicus (O. P.-Cambridge, 1869) — India

## Smeringopina
Smeringopina Kraus, 1957
- Smeringopina africana (Thorell, 1899) — Africa occidentale
- Smeringopina armata (Thorell, 1899) — Camerun
- Smeringopina beninensis Kraus, 1957 — Benin
- Smeringopina bineti (Millot, 1941) — Guinea
- Smeringopina camerunensis Kraus, 1957 — Camerun
- Smeringopina guineensis (Millot, 1941) — Guinea
- Smeringopina pulchra (Millot, 1941) — Guinea
- Smeringopina simplex Kraus, 1957 — Camerun

## Smeringopus
Smeringopus Simon, 1890
- Smeringopus affinitatus Strand, 1906 — Etiopia
- Smeringopus arambourgi Fage, 1936 — Etiopia, Kenya
- Smeringopus atomarius Simon, 1910 — Namibia
- Smeringopus badplaas Huber, 2012 — Sudafrica
- Smeringopus blyde Huber, 2012 — Sudafrica
- Smeringopus bujongolo Huber, 2012 — Congo, Uganda
- Smeringopus butare Huber, 2012 — Congo, Ruanda, Burundi
- Smeringopus bwindi Huber, 2012 — Congo, Uganda
- Smeringopus carli Lessert, 1915 — Uganda
- Smeringopus chibububo Huber, 2012 — Mozambico
- Smeringopus chogoria Huber, 2012 — Kenya
- Smeringopus corniger Simon, 1907 — Camerun
- Smeringopus cylindrogaster (Simon, 1907) — Africa occidentale e centrale
- Smeringopus dehoop Huber, 2012 — Sudafrica
- Smeringopus dundo Huber, 2012 — Congo, Angola
- Smeringopus florisbad Huber, 2012 — Sudafrica
- Smeringopus hanglip Huber, 2012 — Sudafrica
- Smeringopus harare Huber, 2012 — Zimbabwe
- Smeringopus hypocrita Simon, 1910 — Namibia, Sudafrica
- Smeringopus isangi Huber, 2012 — Congo
- Smeringopus kalomo Huber, 2012 — Zambia, Zimbabwe, Mozambico, Madagascar
- Smeringopus katanga Huber, 2012 — Congo
- Smeringopus koppies Huber, 2012 — Botswana, Sudafrica
- Smeringopus lesnei Lessert, 1936 — Africa orientale
- Smeringopus lesserti Kraus, 1957 — Congo
- Smeringopus lineiventris Simon, 1890 — Africa occidentale, Yemen
- Smeringopus lotzi Huber, 2012 — Sudafrica
- Smeringopus lubondai Huber, 2012 — Congo
- Smeringopus luki Huber, 2012 — Congo
- Smeringopus lydenberg Huber, 2012 — Sudafrica
- Smeringopus mayombe Huber, 2012 — Congo
- Smeringopus mgahinga Huber, 2012 — Congo, Uganda
- Smeringopus mlilwane Huber, 2012 — Swaziland, Sudafrica
- Smeringopus moxico Huber, 2012 — Angola
- Smeringopus mpanga Huber, 2012 — Uganda
- Smeringopus natalensis Lawrence, 1947 — Sudafrica (Australia, introdotto)
- Smeringopus ndumo Huber, 2012 — Sudafrica
- Smeringopus ngangao Huber, 2012 — Kenya, Tanzania
- Smeringopus oromia Huber, 2012 — Etiopia
- Smeringopus pallidus (Blackwall, 1858) — cosmopolita
- Smeringopus peregrinoides Kraus, 1957 — Congo, Ruanda
- Smeringopus peregrinus Strand, 1906 — Africa orientale e meridionale
- Smeringopus principe Huber, 2012 — isola di Principe (golfo di Guinea)
- Smeringopus roeweri Kraus, 1957 — Ruanda
- Smeringopus rubrotinctus Strand, 1913 — Africa centrale
- Smeringopus ruhiza Huber, 2012 — Uganda, Burundi
- Smeringopus sambesicus Kraus, 1957 — Ruanda, Malawi
- Smeringopus saruanle Huber, 2012 — Somalia
- Smeringopus sederberg Huber, 2012 — Sudafrica
- Smeringopus similis Kraus, 1957 — Namibia
- Smeringopus thomensis Simon, 1907 — isola di São Tomé
- Smeringopus tombua Huber, 2012 — Angola
- Smeringopus turkana Huber, 2012 — Etiopia, Kenya
- Smeringopus ubicki Huber, 2012 — Sudafrica
- Smeringopus uisib Huber, 2012 — Namibia
- Smeringopus zonatus Strand, 1906 — Etiopia

## Spermophora
Spermophora Hentz, 1841
- Spermophora berlandi Fage, 1936 — Kenya
- Spermophora bukusu Huber & Warui, 2012 — Kenya, Uganda
- Spermophora deelemanae Huber, 2005 — Ambon (Arcipelago delle Molucche)
- Spermophora dieke Huber, 2009 — Guinea
- Spermophora domestica Yin & Wang, 1981 — Cina
- Spermophora dumoga Huber, 2005 — Celebes
- Spermophora estebani Simon, 1892 — Filippine
- Spermophora gordimerae Huber, 2003 — Sudafrica
- Spermophora jocquei Huber, 2003 — Isole Comore
- Spermophora kaindi Huber, 2005 — Nuova Guinea
- Spermophora kerinci Huber, 2005 — Sumatra, Bali (Indonesia)
- Spermophora kirinyaga Huber & Warui, 2012 — Kenya
- Spermophora kivu Huber, 2003 — Congo
- Spermophora kyambura Huber & Warui, 2012 — dal Camerun all'Uganda
- Spermophora lambilloni Huber, 2003 — Isole Comore
- Spermophora luzonica Huber, 2005 — Filippine
- Spermophora maathaiae Huber & Warui, 2012 — Kenya
- Spermophora maculata Keyserling, 1891 — Brasile
- Spermophora maros Huber, 2005 — Celebes
- Spermophora masisiwe Huber, 2003 — Tanzania
- Spermophora mau Huber & Warui, 2012 — Kenya
- Spermophora minotaura Berland, 1920 — Africa orientale
- Spermophora miser Bristowe, 1952 — Malaysia
- Spermophora morogoro Huber, 2003 — Tanzania
- Spermophora palau Huber, 2005 — Isole Caroline
- Spermophora paluma Huber, 2001 — Queensland
- Spermophora pembai Huber, 2003 — Sudafrica
- Spermophora peninsulae Lawrence, 1964 — Sudafrica
- Spermophora persica Senglet, 2008 — Iran
- Spermophora ranomafana Huber, 2003 — Madagascar
- Spermophora sangarawe Huber, 2003 — Tanzania
- Spermophora schoemanae Huber, 2003 — Sudafrica
- Spermophora senoculata (Dugès, 1836) — Regione olartica
- Spermophora senoculatoides Senglet, 2008 — Iran
- Spermophora sumbawa Huber, 2005 — Isole della Sonda
- Spermophora suurbraak Huber, 2003 — Sudafrica
- Spermophora thorelli Roewer, 1942 — Myanmar
- Spermophora tonkoui Huber, 2003 — Costa d'Avorio
- Spermophora tumbang Huber, 2005 — Borneo
- Spermophora usambara Huber, 2003 — Tanzania
- Spermophora vyvato Huber, 2003 — Madagascar
- Spermophora yao Huber, 2001 — Queensland

## Spermophorides
Spermophorides Wunderlich, 1992
- Spermophorides africana Huber, 2007 — Tanzania
- Spermophorides anophthalma Wunderlich, 1999 — Isole Canarie
- Spermophorides baunei Wunderlich, 1995 — Sardegna
- Spermophorides caesaris (Wunderlich, 1987) — Isole Canarie
- Spermophorides cuneata (Wunderlich, 1987) — Isole Canarie
- Spermophorides elevata (Simon, 1873) — Mediterraneo occidentale
- Spermophorides esperanza (Wunderlich, 1987) — Isole Canarie
- Spermophorides flava Wunderlich, 1992 — Isole Canarie
- Spermophorides fuertecavensis Wunderlich, 1992 — Isole Canarie
- Spermophorides fuerteventurensis (Wunderlich, 1987) — Isole Canarie
- Spermophorides gibbifera (Wunderlich, 1987) — Isole Canarie
- Spermophorides gomerensis (Wunderlich, 1987) — Isole Canarie
- Spermophorides hermiguensis (Wunderlich, 1987) — Isole Canarie
- Spermophorides heterogibbifera (Wunderlich, 1987) — Isole Canarie
- Spermophorides hierroensis Wunderlich, 1992 — Isole Canarie
- Spermophorides huberti (Senglet, 1973) — Spagna, Francia
- Spermophorides icodensis Wunderlich, 1992 — Isole Canarie
- Spermophorides lanzarotensis Wunderlich, 1992 — Isole Canarie
- Spermophorides lascars Saaristo, 2001 — Isole Seychelles
- Spermophorides mamma (Wunderlich, 1987) — Isole Canarie
- Spermophorides mammata (Senglet, 1973) — Spagna
- Spermophorides mediterranea (Senglet, 1973) — Spagna, Francia
- Spermophorides mercedes (Wunderlich, 1987) — Isole Canarie
- Spermophorides petraea (Senglet, 1973) — Spagna
- Spermophorides pseudomamma (Wunderlich, 1987) — Isole Canarie
- Spermophorides ramblae Wunderlich, 1992 — Isole Canarie
- Spermophorides reventoni Wunderlich, 1992 — Isole Canarie
- Spermophorides sciakyi (Pesarini, 1984) — Isole Canarie
- Spermophorides selvagensis Wunderlich, 1992 — Isole Selvagens (Isole Canarie)
- Spermophorides simoni (Senglet, 1973) — Corsica
- Spermophorides tenerifensis (Wunderlich, 1987) — Isole Canarie
- Spermophorides tenoensis Wunderlich, 1992 — Isole Canarie
- Spermophorides tilos (Wunderlich, 1987) — Isole Canarie
- Spermophorides valentiana (Senglet, 1973) — Spagna

## Stenosfemuraia
Stenosfemuraia González-Sponga, 1998
- Stenosfemuraia parva González-Sponga, 1998 — Venezuela

## Stygopholcus
Stygopholcus Absolon & Kratochvíl, 1932
- Stygopholcus absoloni (Kulczynski, 1914) — Croazia, Bosnia-Erzegovina
- Stygopholcus photophilus Senglet, 1971 — Grecia
- Stygopholcus skotophilus Kratochvíl, 1940 — Bosnia-Erzegovina, Montenegro
  - Stygopholcus skotophilus montenegrinus Kratochvíl, 1940 — Montenegro

## Systenita
Systenita Simon, 1893
- Systenita prasina Simon, 1893 — Venezuela

## Tainonia
Tainonia Huber, 2000
- Tainonia bayahibe Huber & Astrin, 2009 — Hispaniola
- Tainonia cienaga Huber & Astrin, 2009 — Hispaniola
- Tainonia samana Huber & Astrin, 2009 — Hispaniola
- Tainonia serripes (Simon, 1893) — Hispaniola
- Tainonia visite Huber & Astrin, 2009 — Hispaniola

## Teuia
Teuia Huber, 2000
- Teuia beckeri Huber, 2000 — Brasile

## Tibetia
Tibetia Zhang, Zhu & Song, 2006
- Tibetia everesti (Hu & Li, 1987) — Tibet

## Tolteca
Tolteca Huber, 2000
- Tolteca hesperia (Gertsch, 1982) — Messico
- Tolteca jalisco (Gertsch, 1982) — Messico

## Tonoro
Tonoro González-Sponga, 2009
- Tonoro multispinae González-Sponga, 2009 — Venezuela

## Trichocyclus
Trichocyclus Simon, 1908
- Trichocyclus arabana Huber, 2001 — Australia occidentale, Territorio del Nord (Australia), Australia meridionale
- Trichocyclus aranda Huber, 2001 — Australia occidentale, Territorio del Nord (Australia)
- Trichocyclus arawari Huber, 2001 — Australia occidentale
- Trichocyclus arnga Huber, 2001 — Australia occidentale
- Trichocyclus balladong Huber, 2001 — Australia occidentale
- Trichocyclus bugai Huber, 2001 — Australia occidentale
- Trichocyclus djauan Huber, 2001 — Territorio del Nord (Australia)
- Trichocyclus gnalooma Huber, 2001 — Australia occidentale
- Trichocyclus grayi Huber, 2001 — Territorio del Nord (Australia)
- Trichocyclus harveyi Huber, 2001 — Australia occidentale
- Trichocyclus hirsti Huber, 2001 — Australia meridionale
- Trichocyclus kokata Huber, 2001 — Australia meridionale
- Trichocyclus kurara Huber, 2001 — Australia occidentale
- Trichocyclus nigropunctatus Simon, 1908 — Australia occidentale
- Trichocyclus nullarbor Huber, 2001 — Australia occidentale, Australia meridionale
- Trichocyclus oborindi Huber, 2001 — Queensland
- Trichocyclus pandima Huber, 2001 — Australia occidentale
- Trichocyclus pustulatus Deeleman-Reinhold, 1995 — Queensland
- Trichocyclus septentrionalis Deeleman-Reinhold, 1993 — Australia occidentale
- Trichocyclus ungumi Huber, 2001 — Australia occidentale
- Trichocyclus warianga Huber, 2001 — Australia occidentale
- Trichocyclus watta Huber, 2001 — Territorio del Nord (Australia)
- Trichocyclus worora Huber, 2001 — Australia occidentale

## Tupigea
Tupigea Huber, 2000
- Tupigea ale Huber, 2011 — Brasile
- Tupigea altiventer (Keyserling, 1891) — Brasile
- Tupigea angelim Huber, 2011 — Brasile
- Tupigea cantareira Machado et al., 2007 — Brasile
- Tupigea guapia Huber, 2011 — Brasile
- Tupigea iguassuensis (Mello-Leitão, 1918) — Brasile
- Tupigea lisei Huber, 2000 — Brasile
- Tupigea maza Huber, 2000 — Brasile
- Tupigea nadleri Huber, 2000 — Brasile
- Tupigea paula Huber, 2000 — Brasile
- Tupigea penedo Huber, 2011 — Brasile
- Tupigea sicki Huber, 2000 — Brasile
- Tupigea teresopolis Huber, 2000 — Brasile

## Uthina
Uthina Simon, 1893
- Uthina luzonica Simon, 1893 — dalle Seychelles alle Figi
- Uthina ratchaburi Huber, 2011 — Thailandia

## Venezuela
Venezuela Koçak & Kemal, 2008
- Venezuela multidenticulata (González-Sponga, 2003) — Venezuela

## Wanniyala
Wanniyala Huber & Benjamin, 2005
- Wanniyala agrabopath Huber & Benjamin, 2005 — Sri Lanka
- Wanniyala hakgala Huber & Benjamin, 2005 — Sri Lanka

## Waunana
Waunana Huber, 2000
- Waunana anchicaya Huber, 2000 — Colombia, Ecuador
- Waunana eberhardi Huber, 2000 — Colombia
- Waunana modesta (Banks, 1929) — Panama
- Waunana tulcan Huber, 2000 — Ecuador

## Wugigarra
Wugigarra Huber, 2001
- Wugigarra arcoona Huber, 2001 — Australia meridionale
- Wugigarra bujundji Huber, 2001 — Queensland
- Wugigarra bulburin Huber, 2001 — Queensland
- Wugigarra burgul Huber, 2001 — Queensland
- Wugigarra eberhardi Huber, 2001 — Nuovo Galles del Sud
- Wugigarra gia Huber, 2001 — Queensland
- Wugigarra idi Huber, 2001 — Queensland
- Wugigarra jiman Huber, 2001 — Queensland
- Wugigarra kalamai Huber, 2001 — Australia occidentale
- Wugigarra kaurna Huber, 2001 — Australia meridionale
- Wugigarra mamu Huber, 2001 — Queensland
- Wugigarra muluridji Huber, 2001 — Queensland
- Wugigarra nauo Huber, 2001 — Australia meridionale
- Wugigarra sphaeroides (L. Koch, 1872) — Queensland
- Wugigarra tjapukai Huber, 2001 — Queensland
- Wugigarra undanbi Huber, 2001 — Queensland
- Wugigarra wanjuru Huber, 2001 — Queensland
- Wugigarra wiri Huber, 2001 — Queensland
- Wugigarra wulpura Huber, 2001 — Queensland
- Wugigarra wunderlichi (Deeleman-Reinhold, 1995) — Queensland
- Wugigarra yawai Huber, 2001 — Queensland, Nuovo Galles del Sud
- Wugigarra yirgay Huber, 2001 — Queensland

## Zatavua
Zatavua Huber, 2003
- Zatavua analalava Huber, 2003 — Madagascar
- Zatavua andrei (Millot, 1946) — Madagascar
- Zatavua ankaranae (Millot, 1946) — Madagascar
- Zatavua fagei (Millot, 1946) — Madagascar
- Zatavua griswoldi Huber, 2003 — Madagascar
- Zatavua imerinensis (Millot, 1946) — Madagascar
- Zatavua impudica (Millot, 1946) — Madagascar
- Zatavua isalo Huber, 2003 — Madagascar
- Zatavua kely Huber, 2003 — Madagascar
- Zatavua madagascariensis (Fage, 1945) — Madagascar
- Zatavua mahafaly Huber, 2003 — Madagascar
- Zatavua punctata (Millot, 1946) — Madagascar
- Zatavua talatakely Huber, 2003 — Madagascar
- Zatavua tamatave Huber, 2003 — Madagascar
- Zatavua voahangyae Huber, 2003 — Madagascar
- Zatavua vohiparara Huber, 2003 — Madagascar
- Zatavua zanahary Huber, 2003 — Madagascar